# Cheval dans l'art
 (septembre 2021).

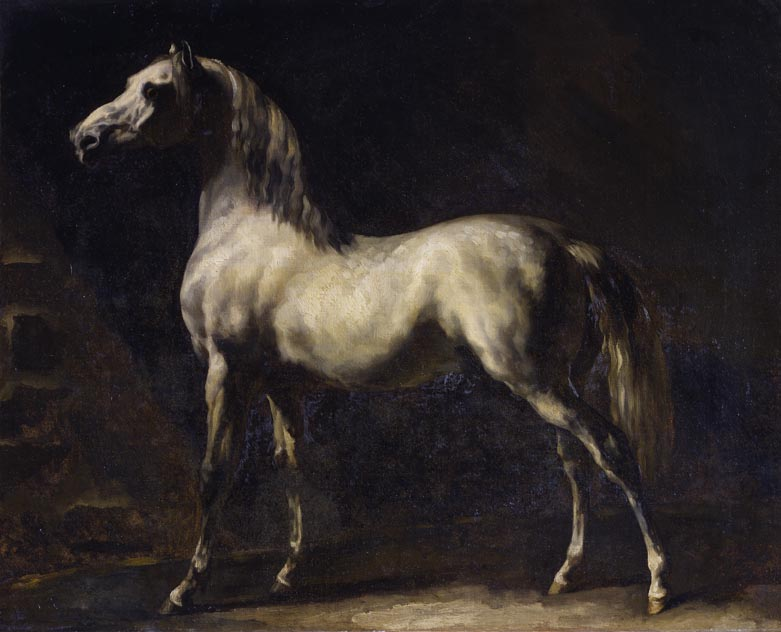
Cheval arabe blanc-gris de Théodore Géricault, vers 1812, conservé au musée des beaux-arts de Rouen.

Le cheval est, dans l'art, l'animal le plus représenté depuis la Préhistoire, et l'un des plus anciens sujets artistiques. Il apparait sur tous types de supports au fil du temps, le plus souvent au milieu de batailles, dans des œuvres individuelles, comme monture de personnes importantes, ou attelé à des véhicules hippomobiles. L'art grec témoigne d'une véritable recherche anatomique, tandis que le Moyen Âge lui laisse peu de place. La Renaissance, en particulier italienne, voit l'apogée de la statue équestre, devenue un genre à part entière.
Le portrait équestre acquiert ses règles dès l'époque baroque. Les représentations de chevaux nus sont peu fréquentes jusqu'à l'arrivée des paysagistes flamands, et surtout de l'anglais George Stubbs, le « peintre du cheval », considéré comme l'un des plus grands connaisseurs du sujet à ce jour. Le XIXe siècle voit une importante production artistique, avec Alfred de Dreux, Théodore Géricault ou encore Eugène Delacroix en France, Evgueni Alexandrovitch Lanceray en Russie, et l'Américain Frederic Remington. Malgré sa disparition utilitaire au XXe siècle, le cheval demeure présent dans l'art grâce à de nombreux modernes, dont Pablo Picasso, Léon Schwarz-Abrys, Franz Marc, et Maurizio Cattelan au début du XXIe siècle.
Différents thèmes artistiques sont l'occasion de mettre le cheval en scène, au-delà des représentations militaires, du portrait équestre et de la statue équestre, la fascination pour les courses hippiques, le cheval arabe, la chasse à courre et l'Ouest américain ont donné lieu à des représentations de chevaux.

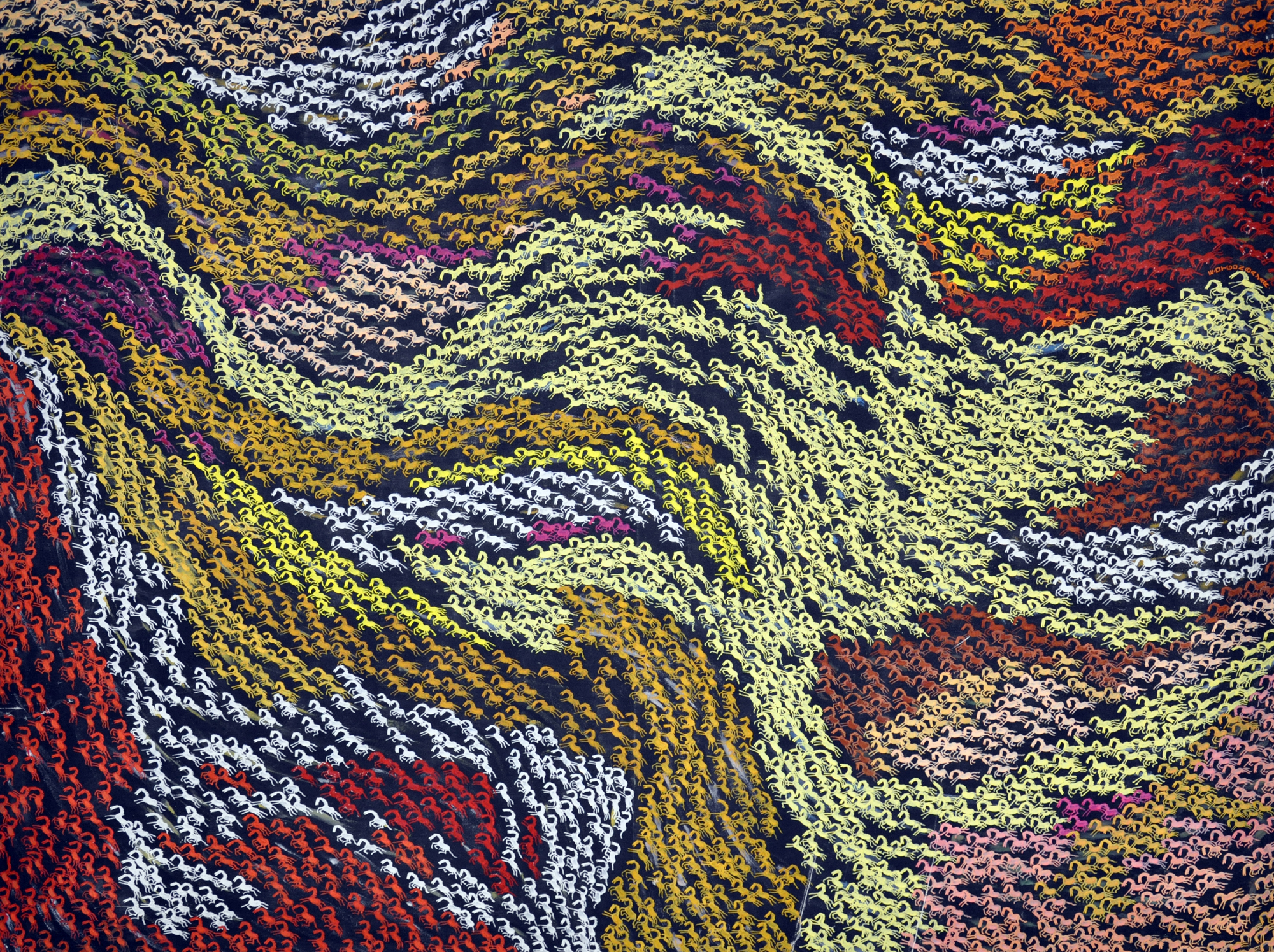
Roaring Hoofs, de Otgonbayar Ershuu, 2008.

## Évolution historique
Après l'homme, de tous les êtres créés et doués de souffle, le plus noble, le plus beau esthétiquement, c'est le cheval ; aussi est-ce le cheval qui a le plus souvent figuré en compagnie de l'homme, dans les productions de l'art, à toutes les époques.
Le cheval est sans conteste l'animal le plus représenté dans l'art. En dépit de la fin de son utilisation au profit d'engins motorisés, il reste une source d'inspiration pour les artistes modernes. Représenté sur une immense variété de supports, il est le sujet d'artéfacts, de peintures, de sculptures et de dessins dont l'étude reflète sa diffusion dans le monde, la variété et l'évolution de son utilisation. Les artistes Égyptiens, Perses, Scythes, Indiens, Chinois, Gréco-Romains et de toute l'Europe occidentale ont représenté des chevaux. La recherche de l'équilibre dans la représentation est primordiale.
Depuis l'Antiquité et jusqu'au début du XXe siècle, les représentations du cheval en sculpture figurent surtout l'animal au pas pour décorer des places, des fontaines, des façades et des jardins. À l'inverse, la peinture, et surtout le portrait équestre, privilégie la position cabrée et « les mouvements impétueux donnant dynamisme et force ». D'autres genres se répandent en fonction des courants artistiques et des attentes des acheteurs ou des artistes : vague bucolique du XVIIIe siècle, scènes de chasse, courses hippiques et scènes du quotidien au XIXe siècle.

### Préhistoire

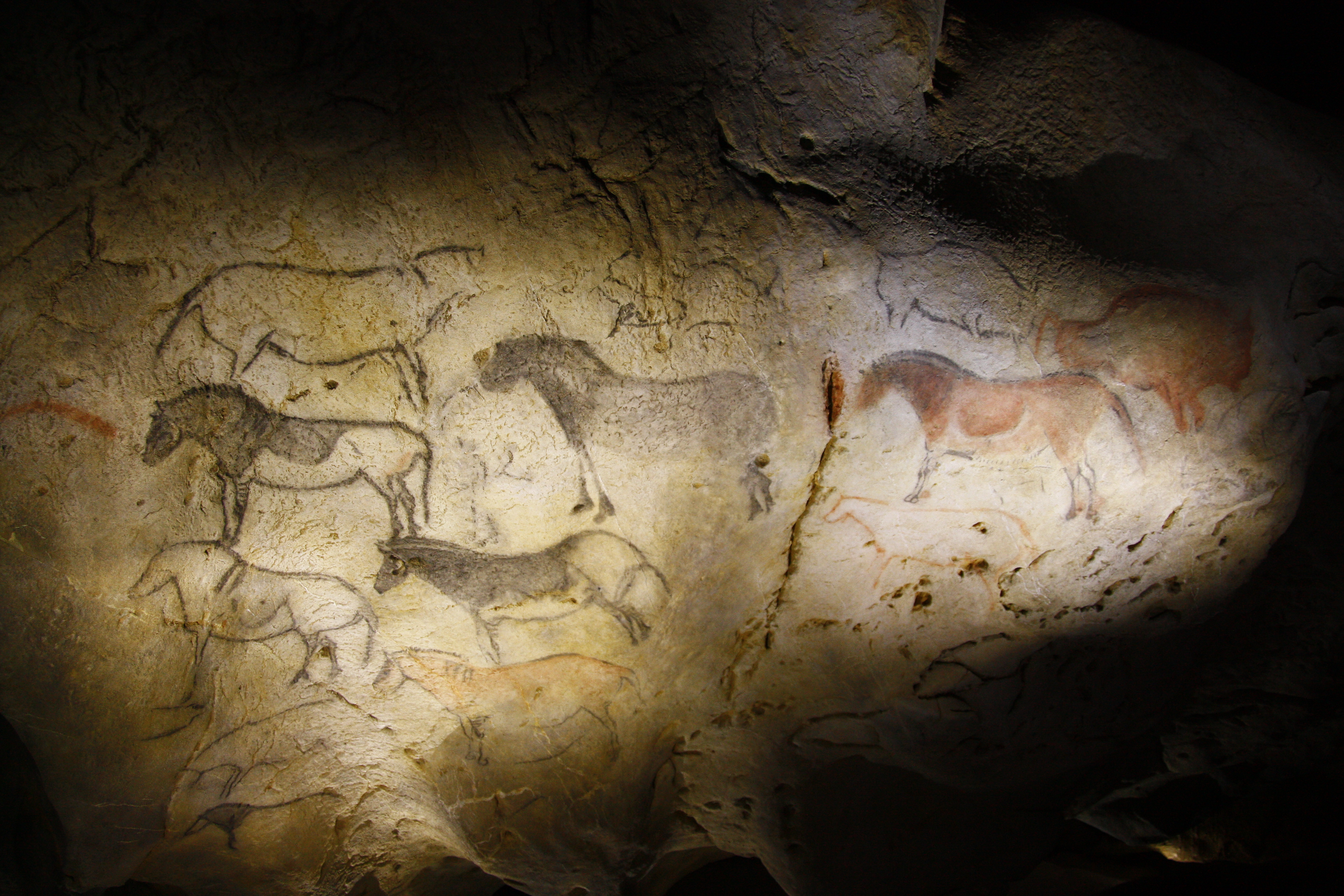
Peintures rupestres basques représentant des chevaux.

Les premières représentations d’équidés figurent dans l'art pariétal, des chevaux nus peints ou gravés ornant les parois des grottes décorées par les hommes préhistoriques. L'une des plus anciennes remonte à 37 000 ans avant notre ère, à Balzi Rossi, une autre est la grotte Chauvet, comportant des groupes de chevaux remarquablement maîtrisés. Le cheval est un sujet artistique dès les premières œuvres humaines. Il devient l'animal le plus abondant de l'art préhistorique au XXXVe millénaire av. J.-C., bien avant sa domestication. La grotte de Lascaux, parmi de nombreuses autres, recèle dessins rupestres et figurines de chevaux ouvragées. Représenter le cheval davantage que d'autres animaux tout aussi (sinon plus) abondants est un choix pour les hommes préhistoriques. En l'absence de preuves concrètes expliquant ce choix, toutes les interprétations restent possibles, du symbole de pouvoir (selon l'exposition Le cheval, symbole de pouvoirs dans l’Europe préhistorique) à l'animal chamanique (selon la théorie de Jean Clottes, reprise par Marc-André Wagner), en passant par le rituel de chasse, ou l'absence de toute fonction.

### Antiquité

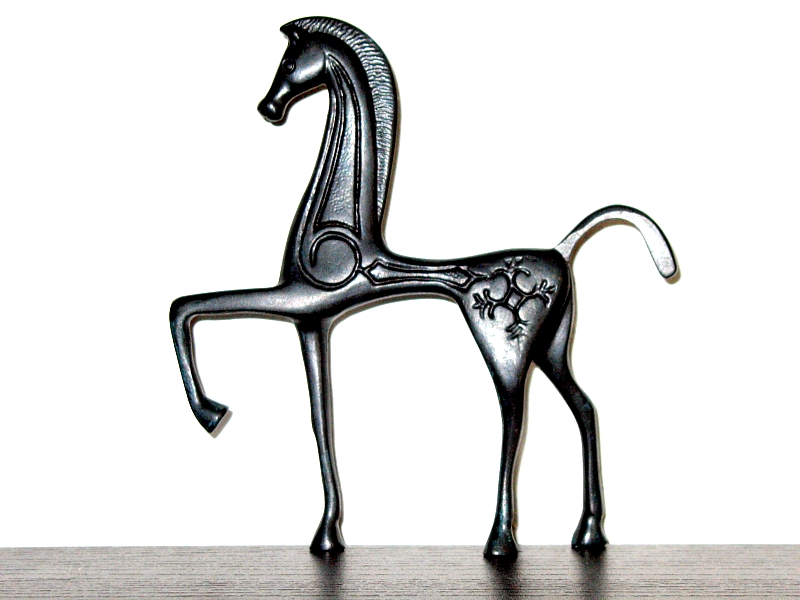
Statue de cheval étrusque.

La domestication du cheval. L'une des plus anciennes représentations de char attelé est l’œuvre des Assyriens, sur les bas-reliefs de Ninive, d'autres chars figurent sur l'Étendard d'Ur, œuvre sumérienne datée du XXVIIe siècle av. J.-C.
D'autres encore figurent chez les Égyptiens (sur un panneau mural de la tombe du scribe égyptien de la XVIIIe dynastie, Nebamun, particulièrement bien conservés), les Étrusques (le cheval y est très abondamment représenté) et les Perses. Les monnaies gauloises se rapprochent des médailles romaines ou carthaginoises, ces dernières pouvant être timbrées d'une tête de cheval et d'un palmier. Le trésor de Vix, une tombe à char contenant des objets d'art d'influence gréco-romaine, témoigne du statut du cheval chez les peuples celtes, tout comme en Angleterre le gigantesque pétroglyphe dit cheval blanc d'Uffington, daté de l'âge du Bronze final et dont la fonction reste mystérieuse.

#### Art grec

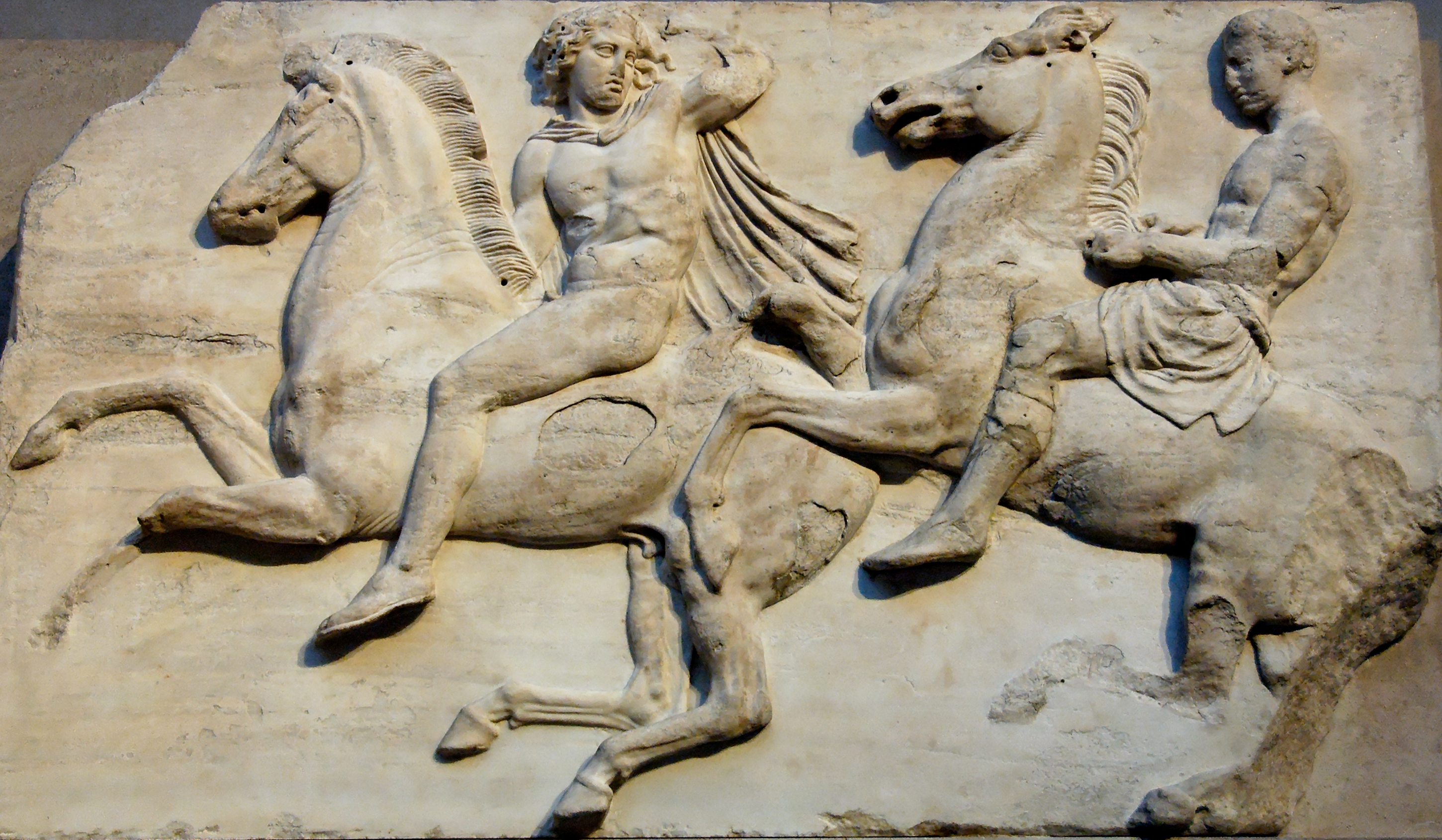
Les chevaux de la frise du Parthénon, par Phidias.

Les premiers artistes à témoigner d'une véritable recherche anatomique sont les Grecs, durant l'époque classique, la perfection étant matérialisée par le sculpteur Phidias, qui au Ve siècle av. J.-C., représente des chevaux sur les frises du Parthénon, peut-être pour célébrer la victoire de Marathon. Les muscles et les veines des animaux sont apparents, la position est étudiée. Le thème de la sculpture, intemporel, est celui de la maîtrise de l'humain sur le cheval, thème que l'on retrouve dans les dompteurs de chevaux, au Quirinal. D'origine grecque, ces statues imposantes par leurs dimensions ont été copiées par les Romains, puis restaurées de nombreuses fois. Elles inspirent les chevaux de Marly.
Les Grecs créent aussi le sarcophage de Sidon, conservé à Constantinople, puis des frises et une sculpture équine remarquables, datées de - 350, et retrouvée dans les ruines du mausolée d'Halicarnasse. Autrefois attelé à un quadrige avec trois autres chevaux semblables, l'ensemble avait sans doute pour but de permettre symboliquement à l'âme du mort de gagner le ciel. Les monnaies de Syracuse, 500 ans avant notre ère, sont restées le dernier mot de l'élégance équestre antique.

#### Art romain

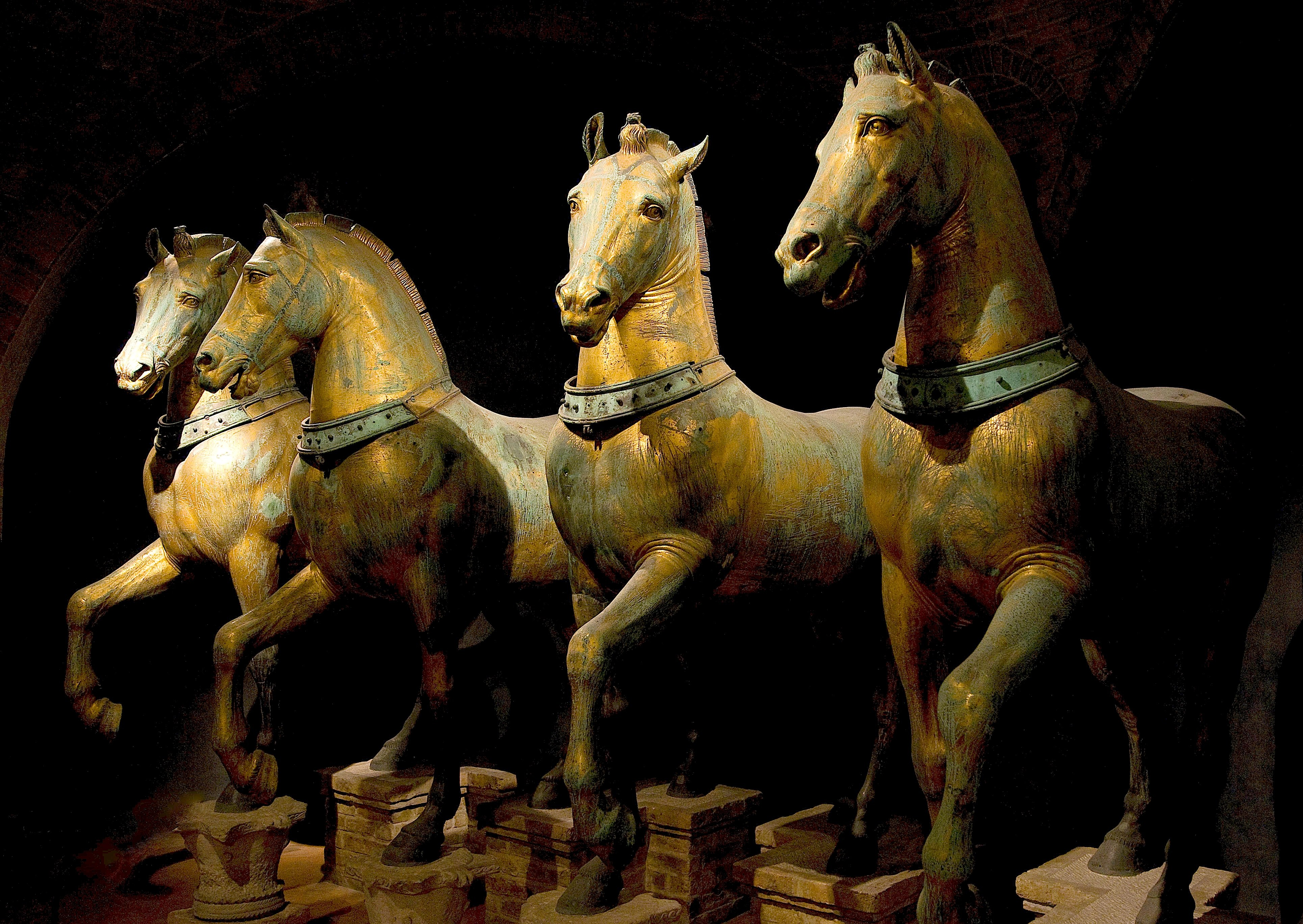
Les chevaux de Saint-Marc, à Venise.

Les romains semble s'être moins préoccupés du cheval que les Grecs. Anthopomorphistes, ils représentent peu d'animaux, et uniquement dans les arts décoratifs. Le cheval est « l'auxiliaire ou l'esclave », pour figurer sa soumission à l'homme, il est secondaire, accessoire, et de petite taille à côté des hommes héroïsés, à l'exception des représentations de l'art équestre. Quelques bas-reliefs frustes d'un tombeau d'aurige initient à la vie des courses de l'époque. Le quadrige de l'Arc de Titus est une exception notable. Les artistes romains créent la statue équestre de Marc-Aurèle à Rome, l'une des plus célèbres du genre, plus tard restaurée par Michel-Ange. Le musée archéologique national de Naples conserve la statue équestre en bronze vert dite de Néron. Dans la même collection demeurent les statues équestres des deux Balbus. Le quadrige dans la mosaïque de la bataille d'Arbèles, trouvée dans la maison du Faune à Pompéi, marque une étape dans l'art de la représentation équestre. Les chevaux de Saint-Marc sont attribués à Lysippe, mais on considère désormais qu'il ne remontent pas au-delà du IIe siècle.

### Art chinois

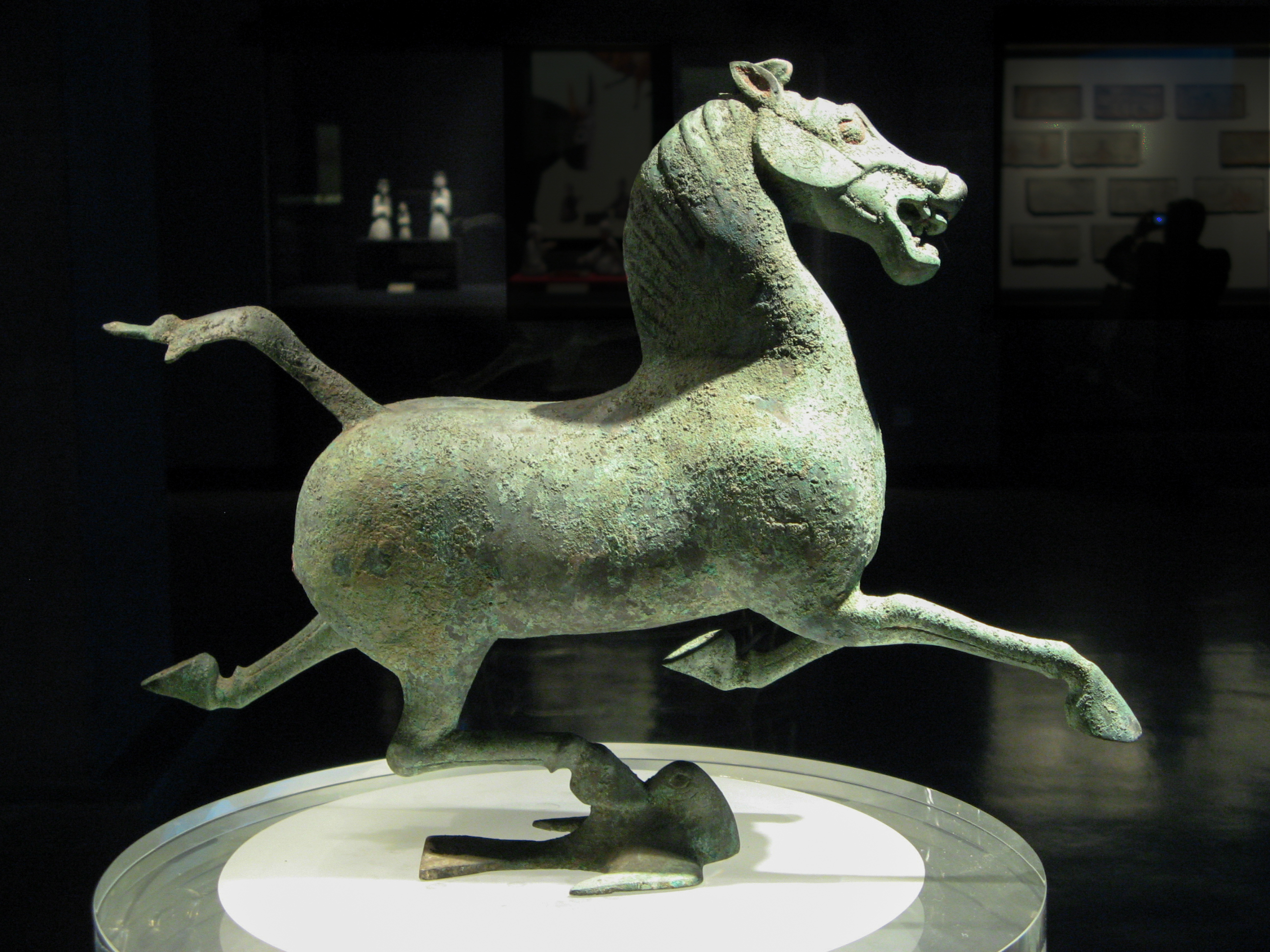
Cheval au galop volant, bronze du II.

Le cheval arrive tardivement en Chine. S'il est représenté depuis 6 000 ans av. J.-C. (Le mausolée de l'empereur Qin a révélé des chevaux de terre cuite auprès de ses 8 000 guerriers armés grandeur nature), son art s'épanouit sous la dynastie Han, lorsque des chevaux de race, dits « célestes », sont acquis par la Chine dans la vallée de Ferghana, en 101 av. J.-C.. Les chevaux d'art chinois stylisés révèlent une volonté d'approcher leur modèle racé.
L'un des plus célèbres objets est le bronze du IIe siècle dit Cheval au galop volant, trouvé dans la tombe du gouverneur Zhang Yechang, dans le xian de Wuwei, et devenu un symbole de la nation chinoise. L'un de ses pieds s'appuie sur une hirondelle. L'art équin, notamment la peinture, connaît son apogée sous la dynastie Tang, qui voit la création d'un style spécifique.
Durant la dynastie Han, en 103 av. J.-C., les sacrifices de chevaux sont remplacés par des figurines. Les tombes sont ornées d'animaux et d'hommes, de figurines, et parfois de statues grandeur nature très réalistes. La tombe du général Huo Qubing (117 av. J.-C.) est décorée, entre autres animaux, de chevaux taillés dans la pierre en ronde-bosse. La statue principale, un cheval de 1,90 m de long pour 1,68 m de haut, est située en face de la tombe. Elle détient une place importante dans l'art chinois,. De même, la tombe de l'empereur Tang Taizong (647 apr. J.-C.) est sculptée de bas-reliefs aux chevaux dans un style naturaliste réalisés, comme des portraits, en bas-reliefs, pour la tombe de l'empereur d'après une peinture de Yan Liben.
L'art chinois a par ailleurs été influencé par les différentes invasions mandchoues et mongoles. La domination de la Chine par les Mongols gengiskhannides de 1279 à 1351 a ainsi provoqué un renouveau de l'art animalier avec la représentation de chevaux dans des scènes de chasse et de guerre, influencé par l'art des steppes.

### Moyen Âge

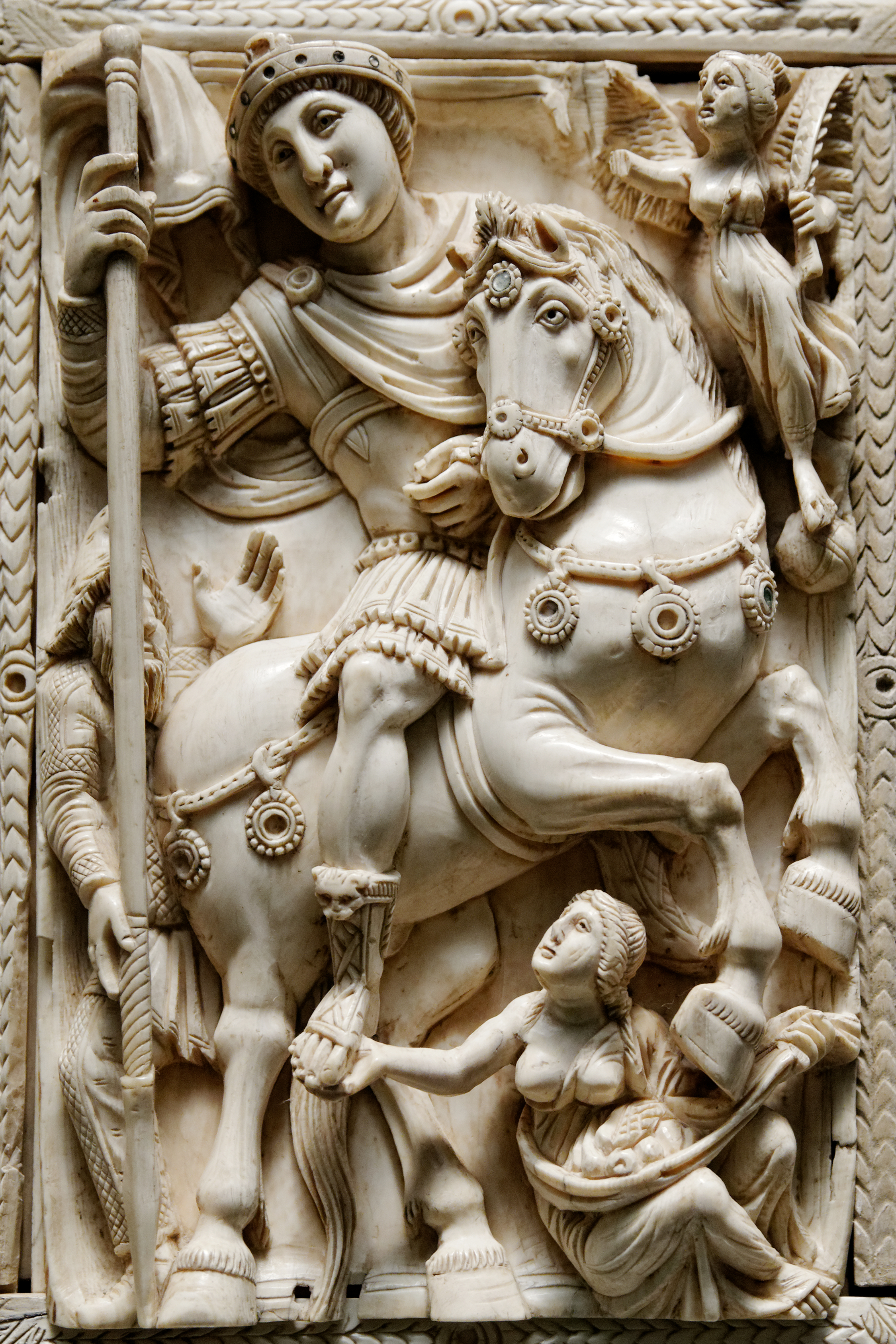
L'empereur triomphant, marbre byzantin, vers 500-550. Musée du Louvre, département des arts décoratifs.

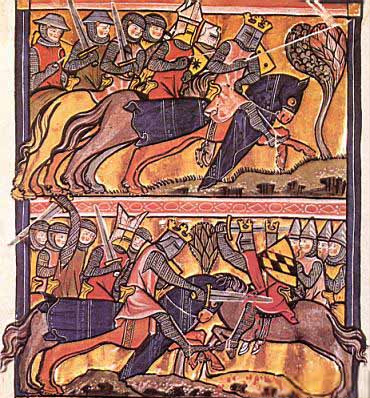
La guerre entre Charlemagne et les Saxons. Éginhard, Vita Karoli magni, XIIIe siècle.

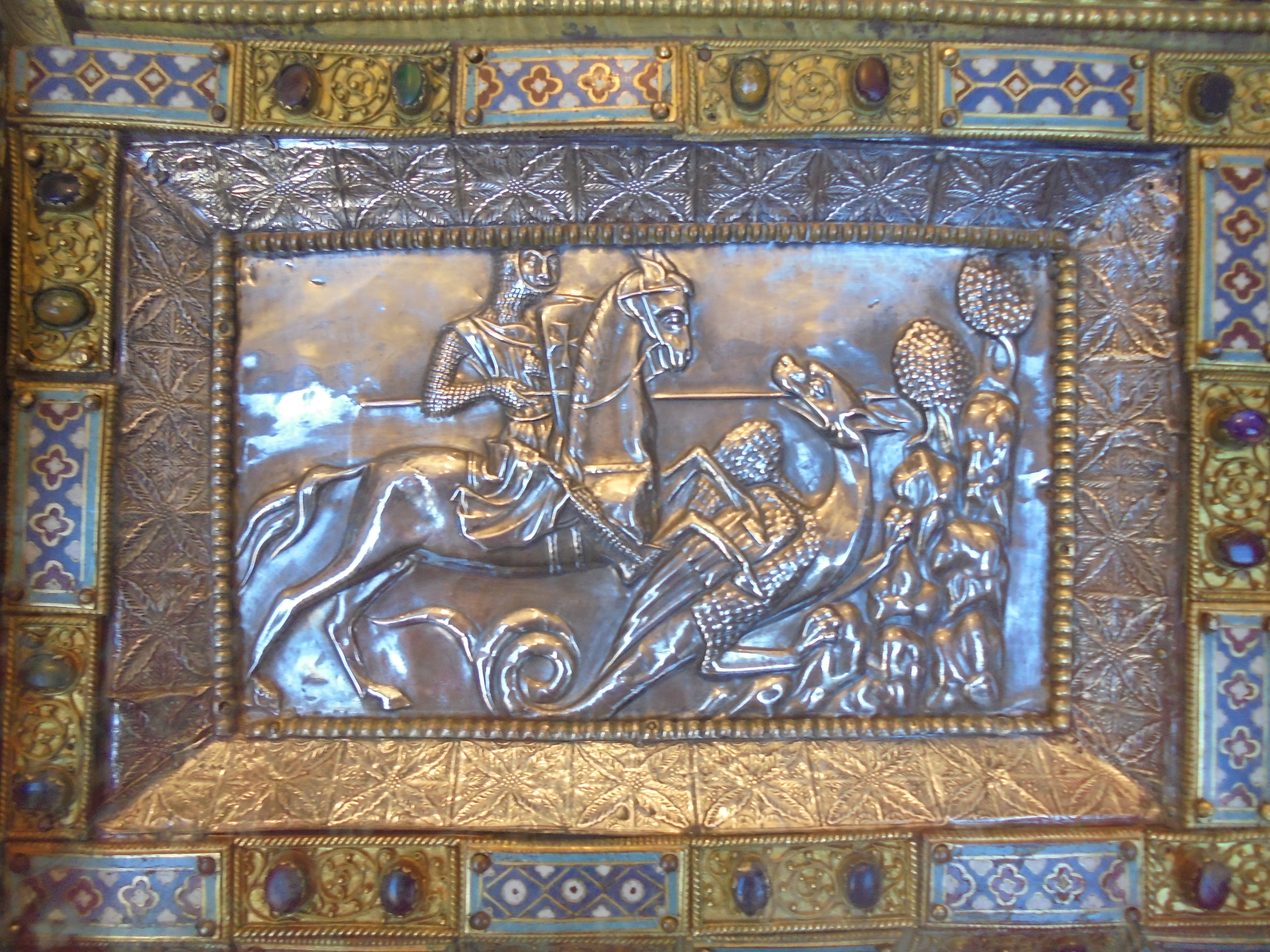
Plaque De Saint Georges chargeant le dragon de la Châsse de Sainte Ode et Saint Georges d'Amay 1245-1255.

Le cheval se fait moins fréquent dans l'art chrétien et byzantin, où prédominent les thèmes religieux. L'art préroman et roman poursuit la vague artistique romaine avec des animaux imprécis de taille réduite, soumis à Dieu et serviteurs de l'homme. Ainsi, le harnachement du cheval est beaucoup plus détaillé que l'animal lui-même qui, pendant toute la période du Moyen Âge, disparait sous l'armure ou le harnais. Les artistes ont peu d'occasion de mettre le cheval en scène, sauf dans les figures de certains saints, comme Martin de Tours coupant son manteau pour le donner à un pauvre, et Georges de Lydda tuant le dragon. La prédominance de l’Église sur l'art occidental influence la représentation des chevaux jusqu'au XVIIe siècle.
Le triomphe du christianisme est à l'origine de l'archétype du preux chevalier courtois, galant et intrépide, tel que Dürer le représente dans Le chevalier, la mort et le Diable. Les enluminures figurent généralement le cheval de couleur blanche, sous la selle de princes ou de femmes.
Absent des premiers bestiaires, qui s'intéressent aux animaux inhabituels et fabuleux sans faire de distinction, le cheval est représenté sur 2,5 % à 3 % des sceaux médiévaux et Renaissance, généralement monté et très rarement nu. Certains sont d'une grande élégance, notamment pour Jean et Marie de Bourgogne. Tous les sceaux sont ronds et leur figure centrale, entourée de légendes, représente le cavalier sur son destrier.
Les œuvres remarquables incluent une statue de Charlemagne conservée au musée Carnavalet. Quelques chevaux se trouvent dans les sculptures des cathédrales. Les chevaux de la tapisserie de Bayeux représentent la conquête de l'Angleterre. Jean Fouquet réalise un centurion à cheval remarquable dans son Christ en croix.

### Renaissance

Saint Georges et le dragon (détail) par Paolo Uccello, vers 1456.

À l'arrivée de la Renaissance, Les peintres et sculpteurs mettent en scène des chevaux surtout décoratifs, ils immortalisent aux côtés de sujets mythologiques et religieux les victoires militaires des classes dominantes, des puissants dans de magnifiques armures, mais aussi de simples paysages de la vie quotidienne. Alors que la joute perd son utilité d'entraînement militaire, elle prend tout comme la chevalerie une dimension légendaire et romantique, qui transparaît dans l'art jusqu'à la fin du XIXe siècle.
La peinture équestre française, italienne, espagnole, autrichienne et anglaise, met en valeur les chevaux et les cavaliers. Les montures, souvent grises, sont présentées à la levade, la croupe rebondie, les postérieurs ployés; la figure du cheval est expressive et tournée vers le spectateur, l'œil attentif, le chanfrein convexe et parfaitement vertical, les crins longs, abondants et ondulés. Le cavalier a un port noble et altier. Il tient son cheval que par le poids des rênes. Le couple respire le calme et la majesté.

#### En Italie

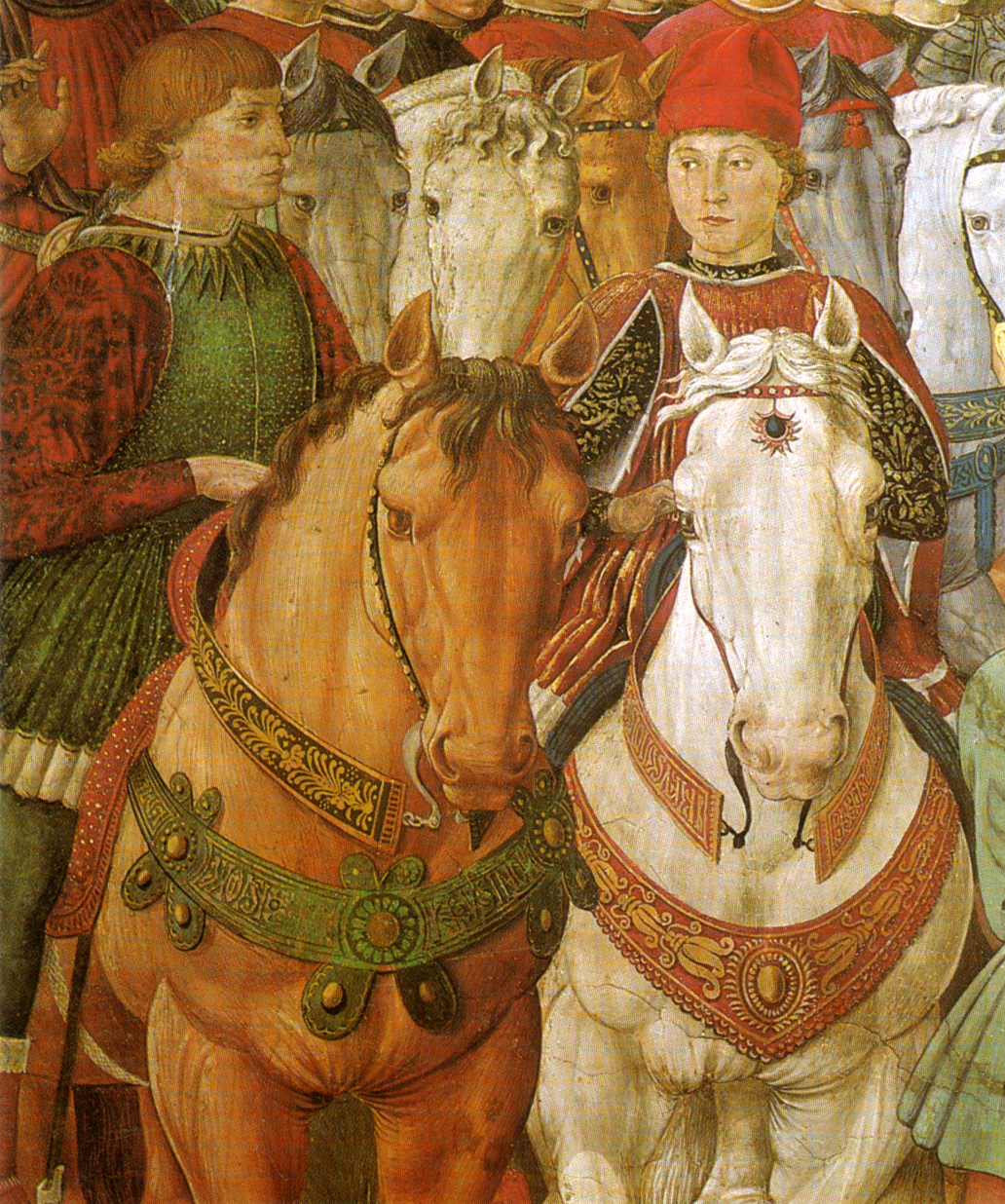
Sigismondo Malatesta et Galeazzo Maria Sforza sur la fresque de Benozzo Gozzoli, Cappella dei Magi.

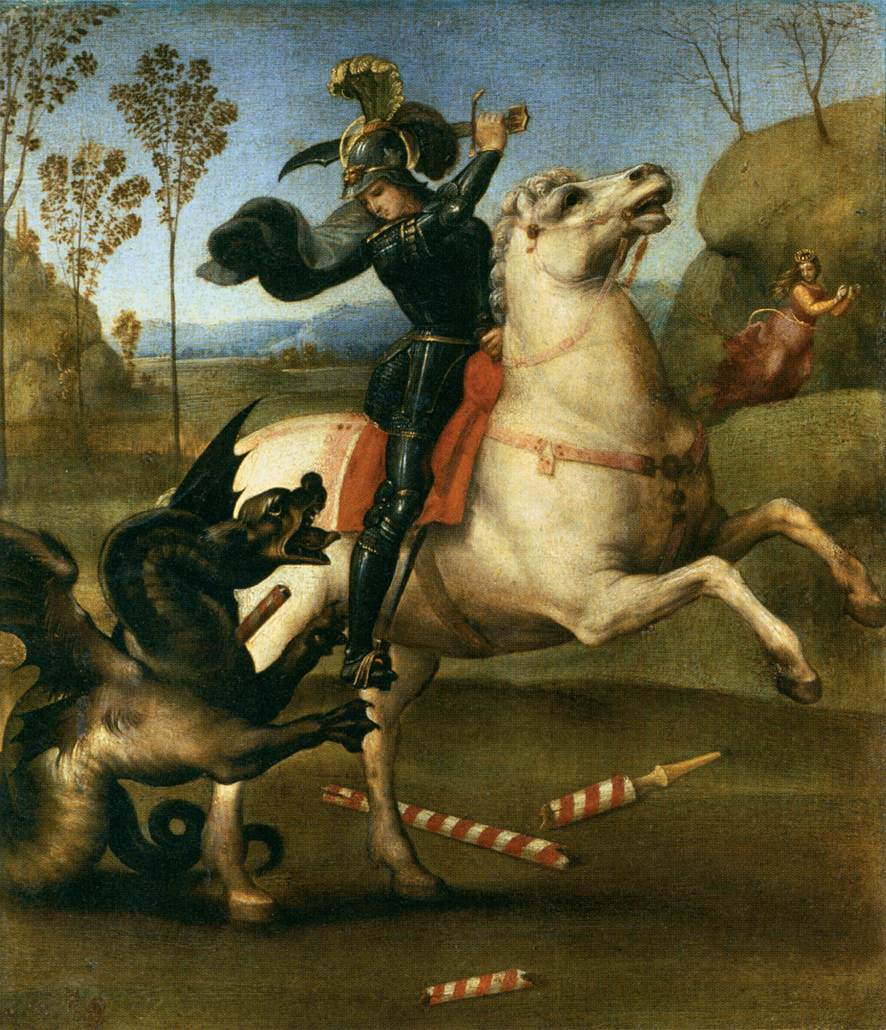
Saint Georges combattant le dragon, par Raphaël, vers 1504.

L'époque de la Renaissance italienne, à partir du XIVe siècle, marque le retour du cheval dans l'art, les artistes rompent définitivement avec le courant médiéval en redonnant au cheval un haut degré d'attention, la représentation des joutes, des armures et des habits est maîtrisée. On ne peut pas toutefois parler d'une « redécouverte » du style antique, la plupart de ces objets d'art n'étant re-découverts qu'à partir du XVIIIe siècle, à l'exception notable de la statue équestre de Marc-Aurèle, qui a traversé tout le Moyen Âge.
Paolo Uccello (1397-1475) représente des scènes de bataille à la composition géométrique et aux couleurs tranchées. Benozzo Gozzoli (1420-1497), Andrea Mantegna et le Titien campent eux aussi le cheval dans leurs tableaux.
Raphaël peint ses chevaux « obèses et de couleur claire » ; ceux de Guide et de Salvator Rosa sont de la même famille. Benvenuto Cellini créé une médaille de Pietro Bembo au revers de laquelle se trouve un Pégase très étudié. On lui attribue également un char de Phaëton que le duc d'Aumale tenait des princes de Condé ; c'est une des merveilles de Chantilly.
Titien excelle dans la représentation de chevaux dont l'œil semble contenir un univers de confiance et de courage.
Le monument de Barnabé Visconti créé par Bonino da Campione à Milan, est de fière tournure. Léonard de Vinci est passionné d'anatomie équine, et se fait connaître par son projet de statue équestre, la plus grande et la plus ambitieuse à son époque, le Cheval de Léonard, en l'honneur de François Sforza. Les statues équestres de Gattamelata, par Donatello, et de Bartolomeo Colleoni, par Verrocchio, proches par bien des aspects, sont elles aussi remarquables de par l'attention portée à l'anatomie.

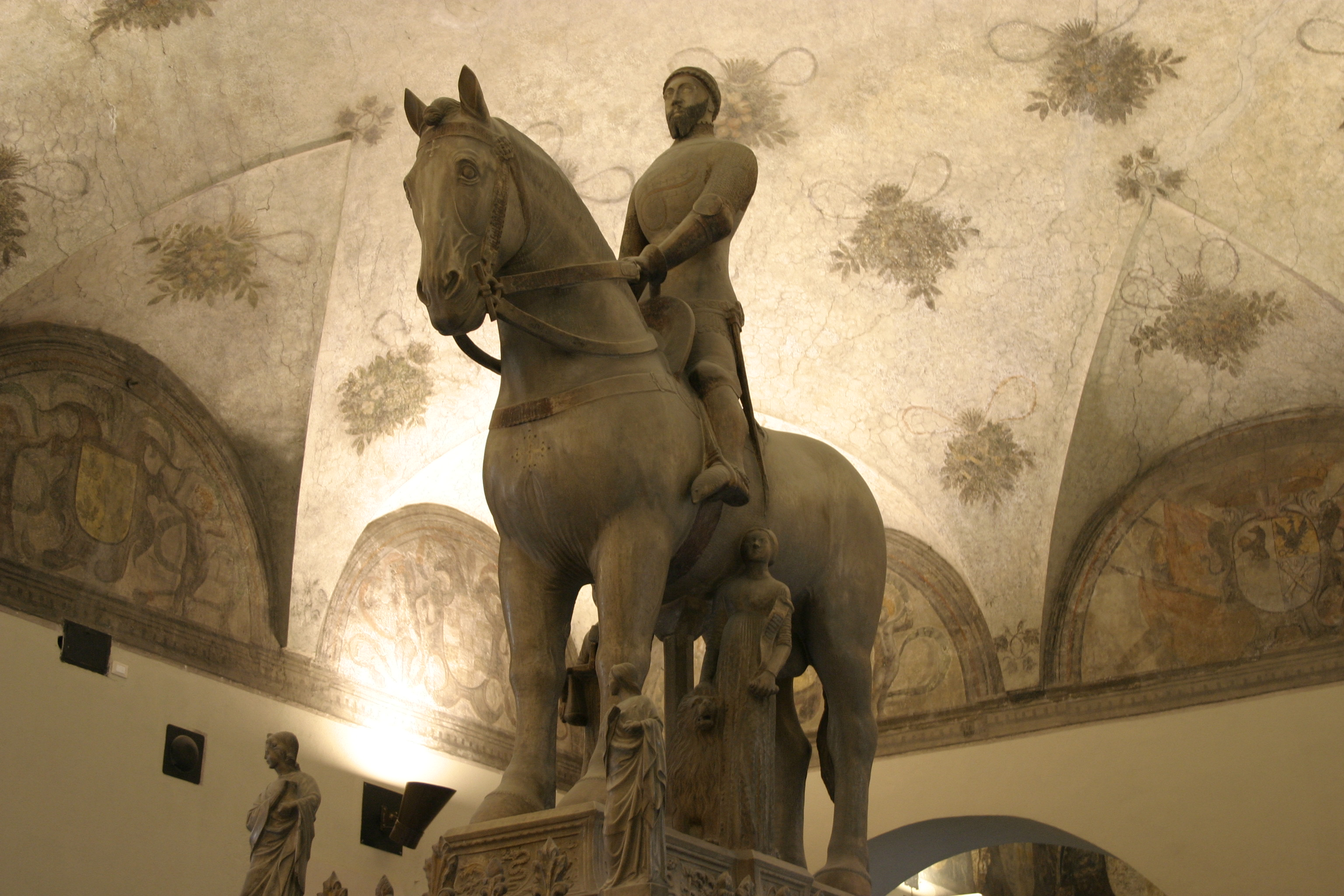
Monument funéraire de Barnabé Visconti, à Milan, par Bonino da Campione.
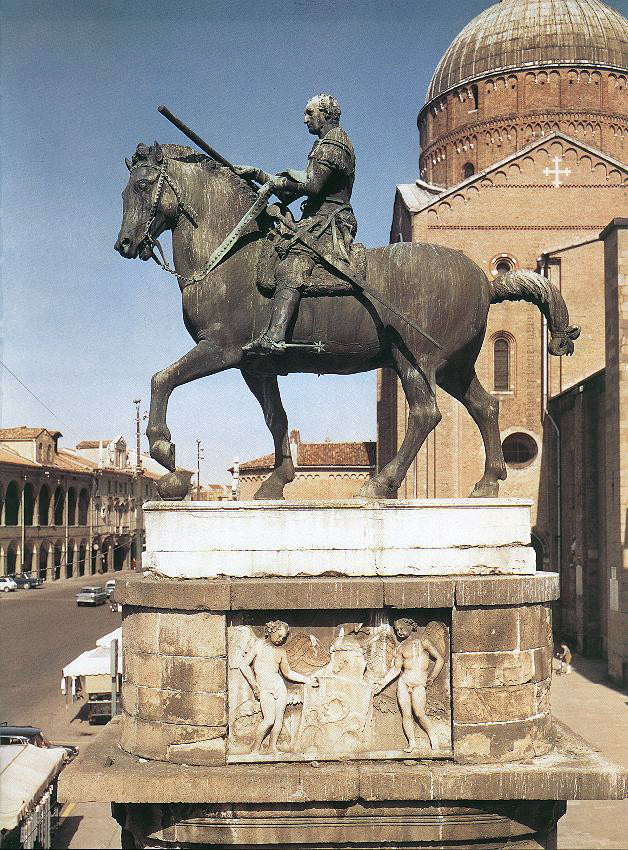
Gattamelata, par Donatello, 1446-1447.
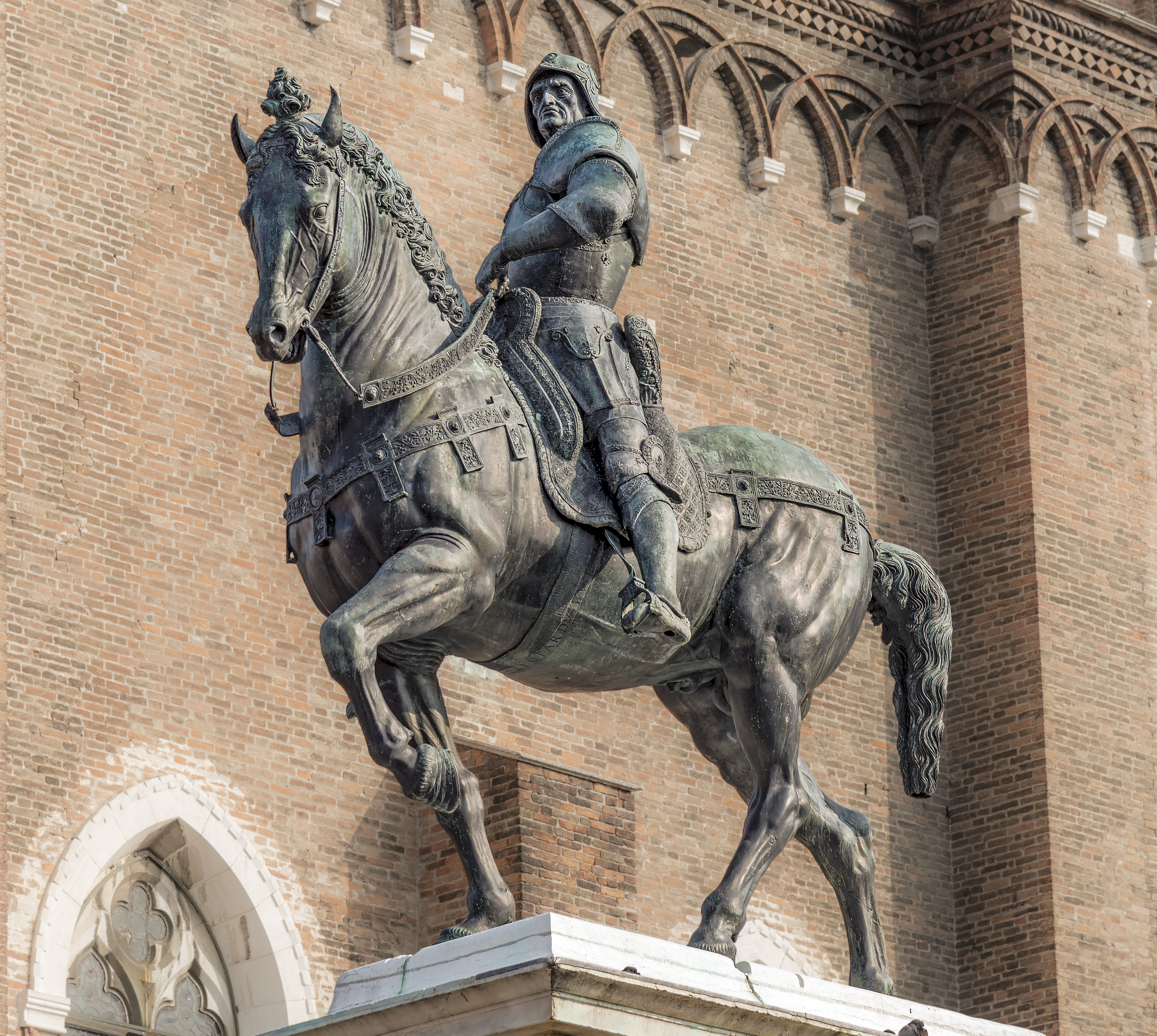
Statue de Bartolomeo Colleoni, par Verrocchio, 1481.

#### Essor de la gravure en Europe du Nord

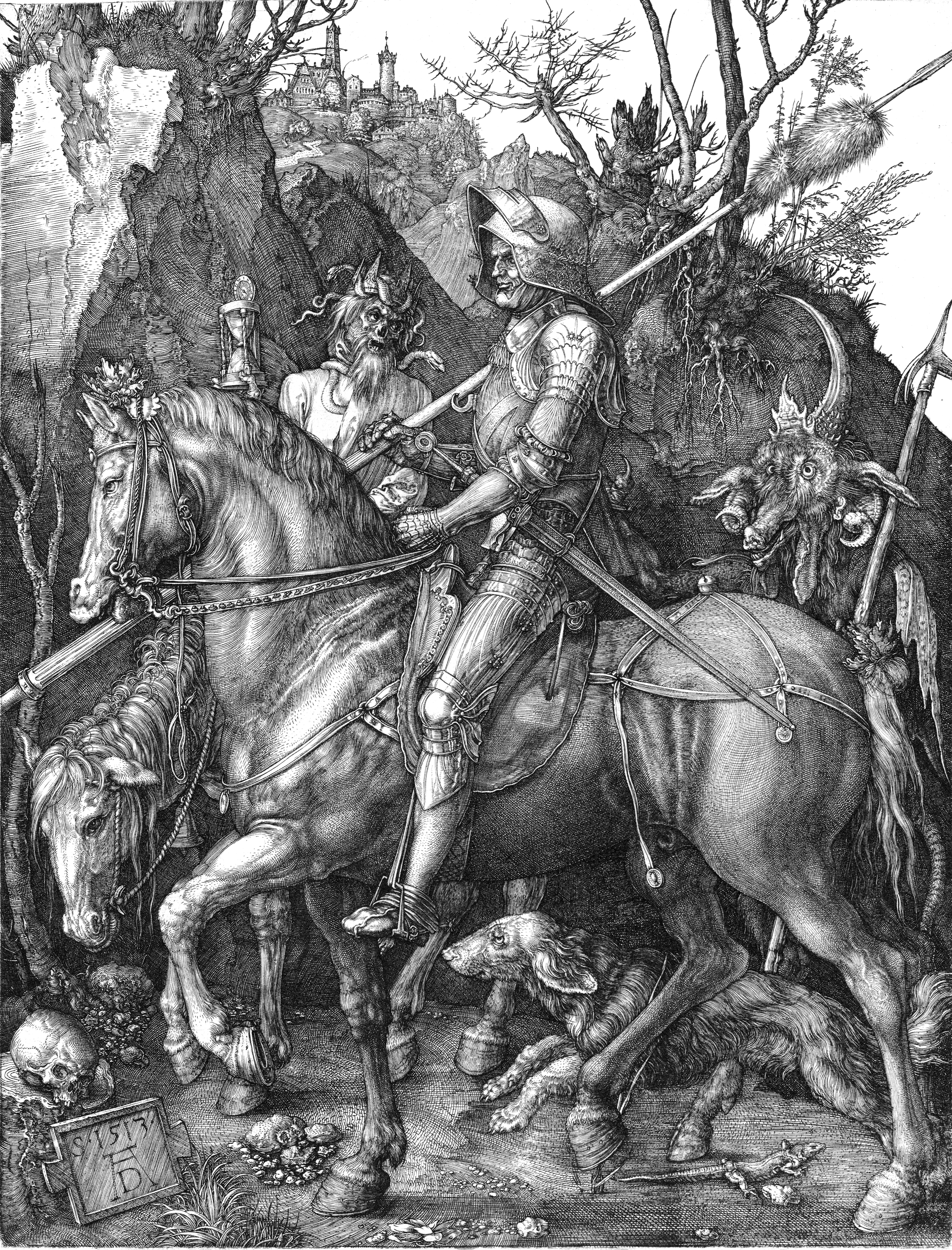
Le chevalier, la mort et le Diable, gravure d'Albrecht Dürer, 1505.

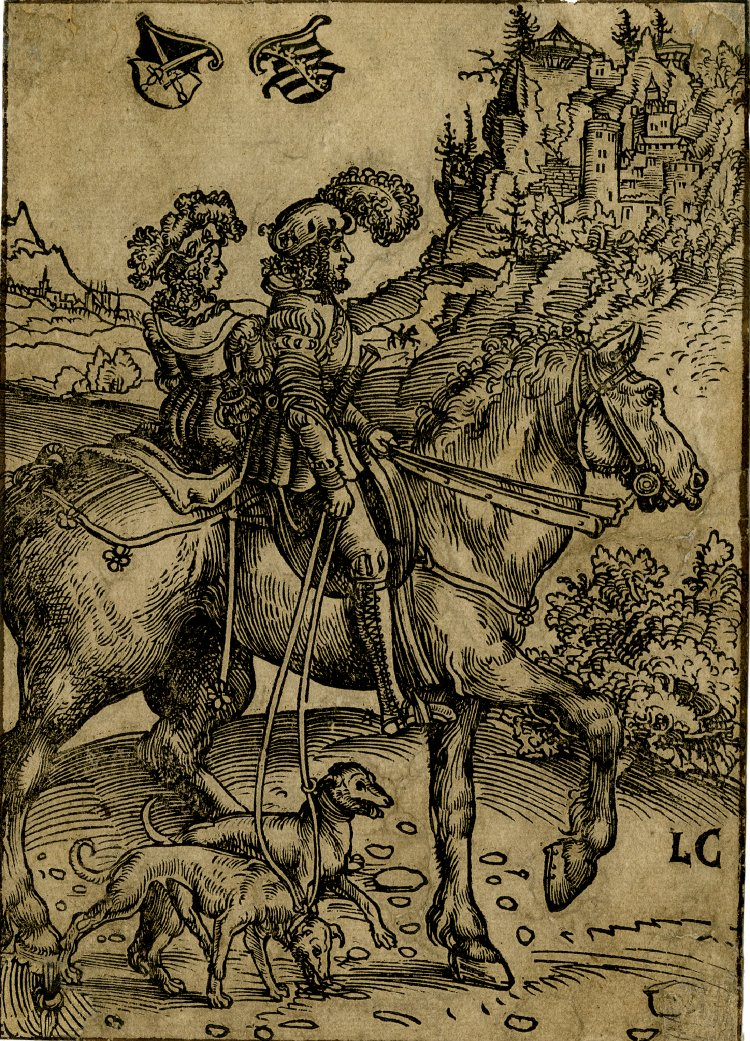
Un gentilhomme et une femme chevauchant pour la chasse par Lucas Cranach l'Ancien, 1506, British Museum.

Une évolution importante survient à la seconde moitié du XVe siècle, lorsqu'apparaît la gravure sur bois, laquelle s'impose comme une forme d'art populaire en Europe du Nord. Elle permet aux artistes de s'affranchir des sujets religieux, notamment en Autriche, en Allemagne, en Suisse, dans les Flandres et les Pays-Bas. Hans Burgkmair et Lucas Cranach l'Ancien excellent dans les représentations sur ce support, et y immortalisent quelques chevaux. Au début du XVIe siècle, sous le patronage de Maximilien Ier du Saint-Empire, l'allemand Albrecht Dürer réalise de nombreuses gravures où le cheval est présent, y apportant la conscience de son observation.

### DuXVIIeauXVIIIesiècle

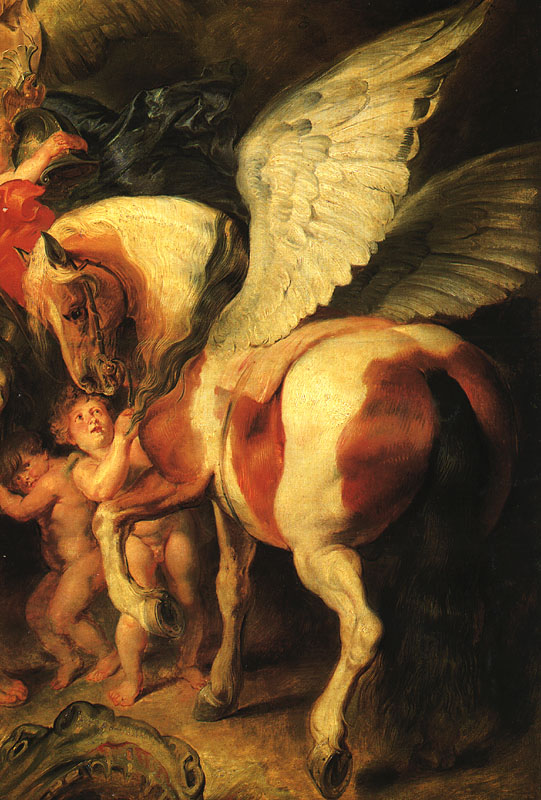
Persée et Andromède (détail) par Rubens, vers 1620-1621, musée de l'Ermitage.

Trois maîtres illustrent les trois ouvrages fameux sur l'équitation d'Antoine de Pluvinel, de William Cavendish et de la Guérinière : Crispin de Pas, Diepenbeke, et Charles Parrocel. Jean-Baptiste Oudry, avec sa série des Chasses de Louis XV, à Fontainebleau ; et les Martins, observateurs des chasses à courre des princes de Condé, à Chantilly, sont spécialisés dans la vénerie. Les chevaux de l'hôtel de Rohan au Marais, par Robert Le Lorrain, ceux de Marly aux Champs-Élysées, et que signe Guillaume Coustou ; la statue de Pierre le Grand, à Saint-Pétersbourg, par Étienne Maurice Falconet, sont les derniers chefs-d’œuvre d'un genre artistique convenu.

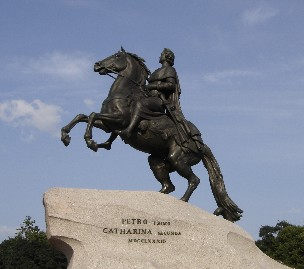
Le Cavalier de bronze, à Saint-Pétersbourg.
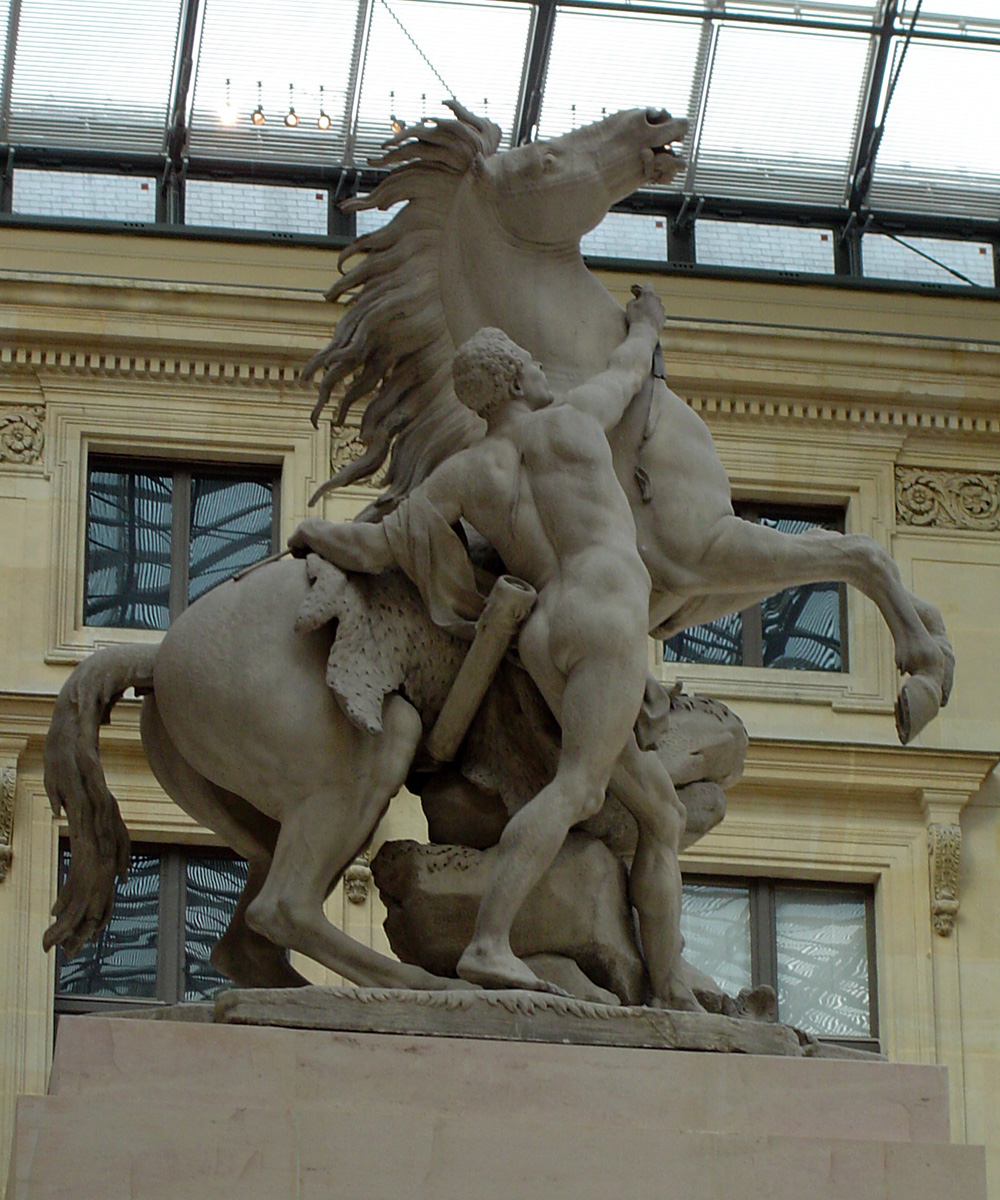
L'un des chevaux de Marly, par Guillaume Coustou.

#### Naissance du portrait équestre

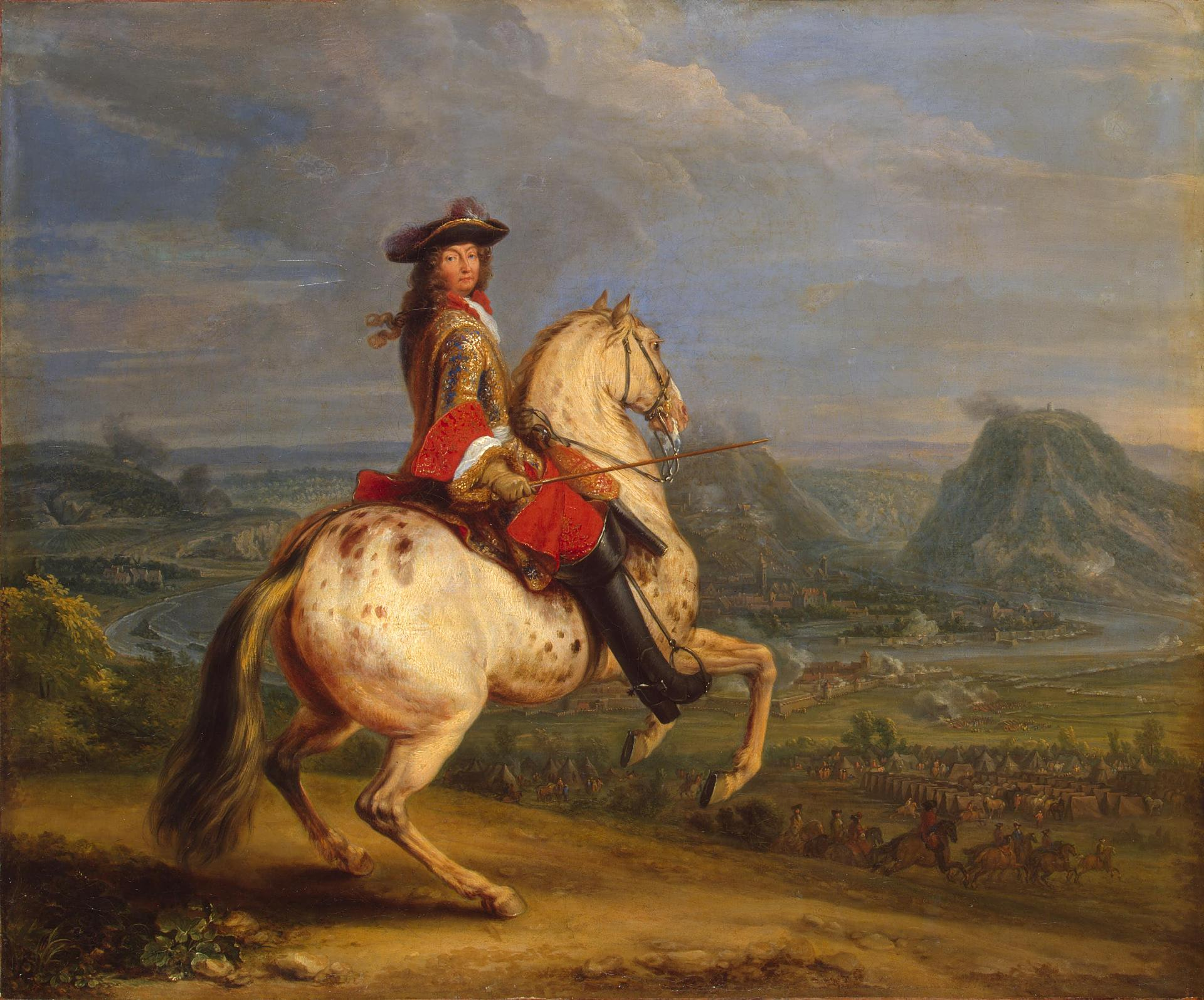
Louis XIV au siège de Besançon par Adam Frans van der Meulen, 1674, musée de l'Ermitage.

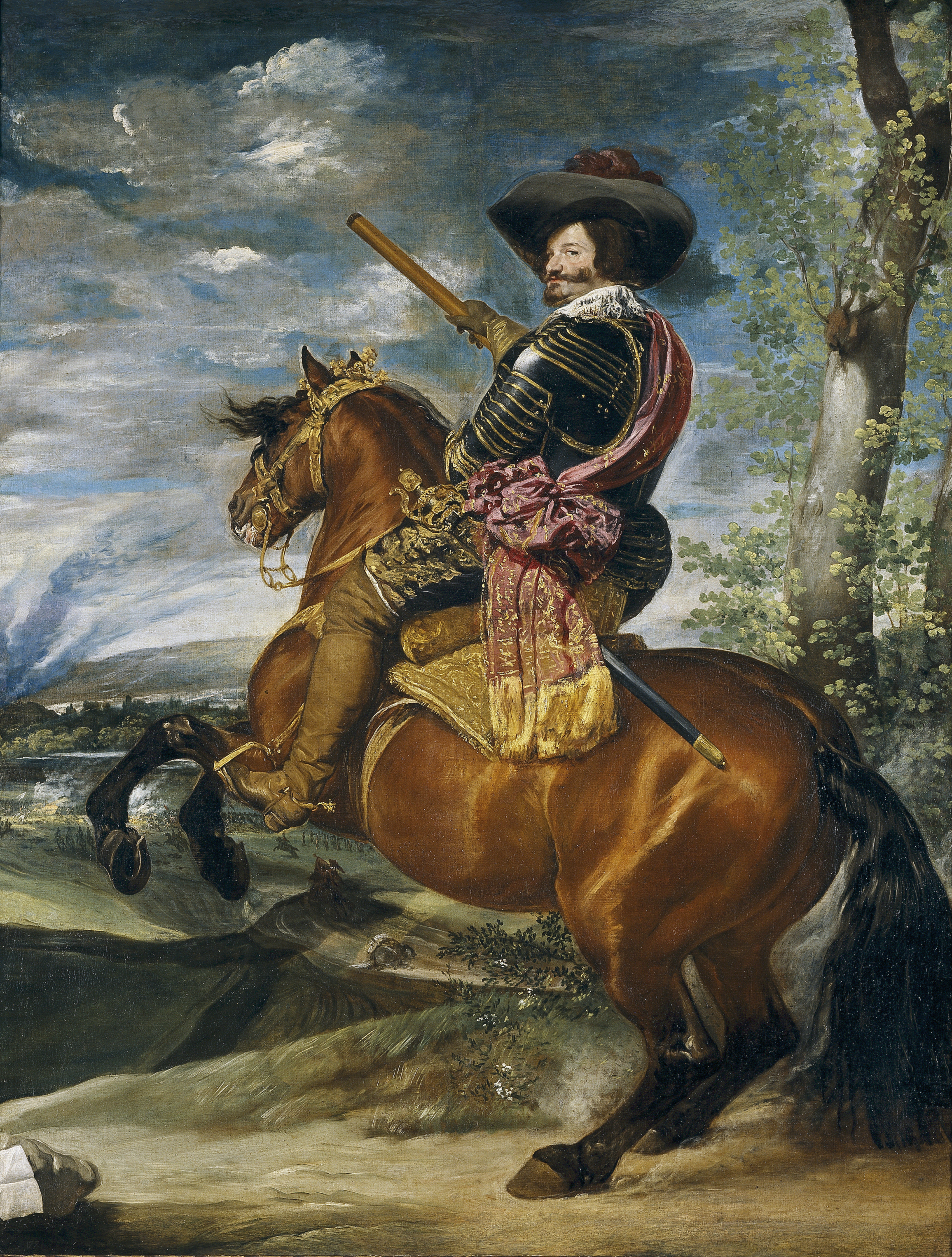
Portrait équestre du comte-duc d'Olivares par Diego Velasquez, 1634, musée du Prado.

La Renaissance voit la naissance du portrait équestre en tant que genre. Le musée des Offices possède de François Clouet un portrait équestre de François Ier de France, d'autres figurent sur les bas-reliefs de l'hôtel de Bourgtheroulde, à Rouen. Le tombeau de François Ier, à Saint-Denis, et le bas-relief de la bataille de Marignan, montrent le roi chargeant à la tête de ses chevaliers. À Blois, à Nancy, au palais des Ducs de Lorraine, à Vizille, sur le tympan de la porte d'entrée du château, figurent des portraits équestres en haut relief qui témoignent des progrès de l'art. 
Le baroque avec les artistes tels que les flamands Peter Paul Rubens et Antoine Van Dyck, et l'espagnol Diego Velázquez, dépeignent des rois chevauchant leurs montures. Vélasquez est plus réaliste que Rubens ; le premier, il fait chatoyer le soleil sur la croupe de ses andalous. Dans son portrait de l'Infant don Balthazar Carlos, visible au Prado à Madrid, l'enfant a la main légère et son cheval bai s'élève en une pesade puissante et calme. 
Le portrait du prince d'Orange, au Palais Rouge de Gênes, et la tête du cheval de Charles Ier, au Salon Carré du Louvre, sont encore à noter.

#### Peinture militaire

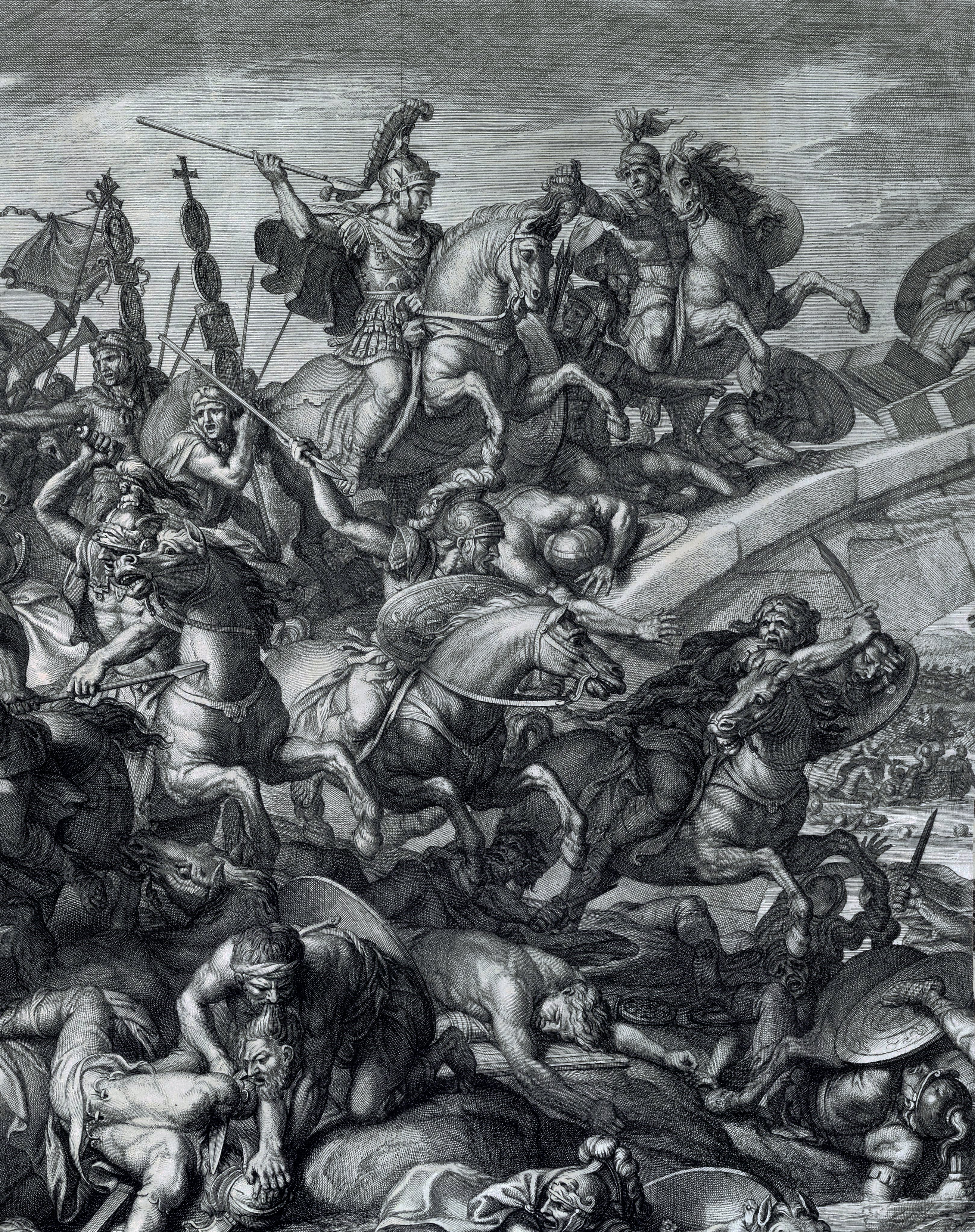
Bataille au pont de Milvian par Charles Le Brun, 1666, Getty Research Institute.

Jacques Callot, dans son Siège de Bréda, fait assister à la tactique des escadrons de son temps. Charles Le Brun, peintre du roi, est solennel dans ses Batailles d'Alexandre. Pour le mouvement des chevaux, il observe de la tradition. Charles Parrocel immortalise le passage du Rhin. On trouve dans les tableaux, les dessins et les tapisseries de son école le souci du sentiment militaire et de l'observation de l'animal. Adam François van der Meulen est lui aussi un maître en peinture militaire, son pinceau fait assister aux étapes de la conquête des Flandres par Louis XIV, il est un peu solennel quand il représente le roi, mais il fait aussi vivre la vie privée de l'officier en campagne. Le mouvement des animaux demeure convenu, avec le pas par lever diagonal, et le galop sur les pieds de derrière rivés au sol. Casanova lui-même et Blarenberg, dans sa Bataille de Fontenoy, font marcher et galoper leurs montures suivant la vieille formule.

#### Peinture animalière des Pays-Bas
Il faut attendre le XVIIe siècle pour que la peinture animalière s'épanouisse aux Pays-Bas, suivant la vague du réalisme et du paysagisme. L'école flamande voit éclore quelques talents, et parmi eux, Paulus Potter réalise un tableau où un petit cheval à la robe tachetée jette un regard vif à celui qui l'observe. Il exécute aussi, à Amsterdam, un portrait équestre grandeur nature du chevalier Van Thulipp. Philips Wouwerman (qui inclut souvent un cheval blanc dans ses paysages) et Johannes Lingelbach sont également des peintres équestres flamands hors pair.

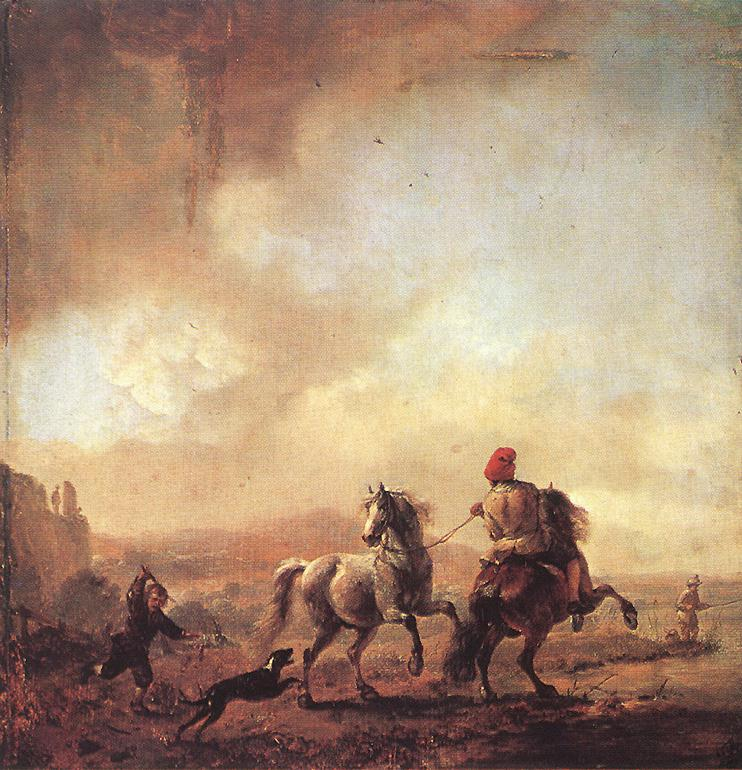
Deux chevaux de Philips Wouwerman, musée du Prado.
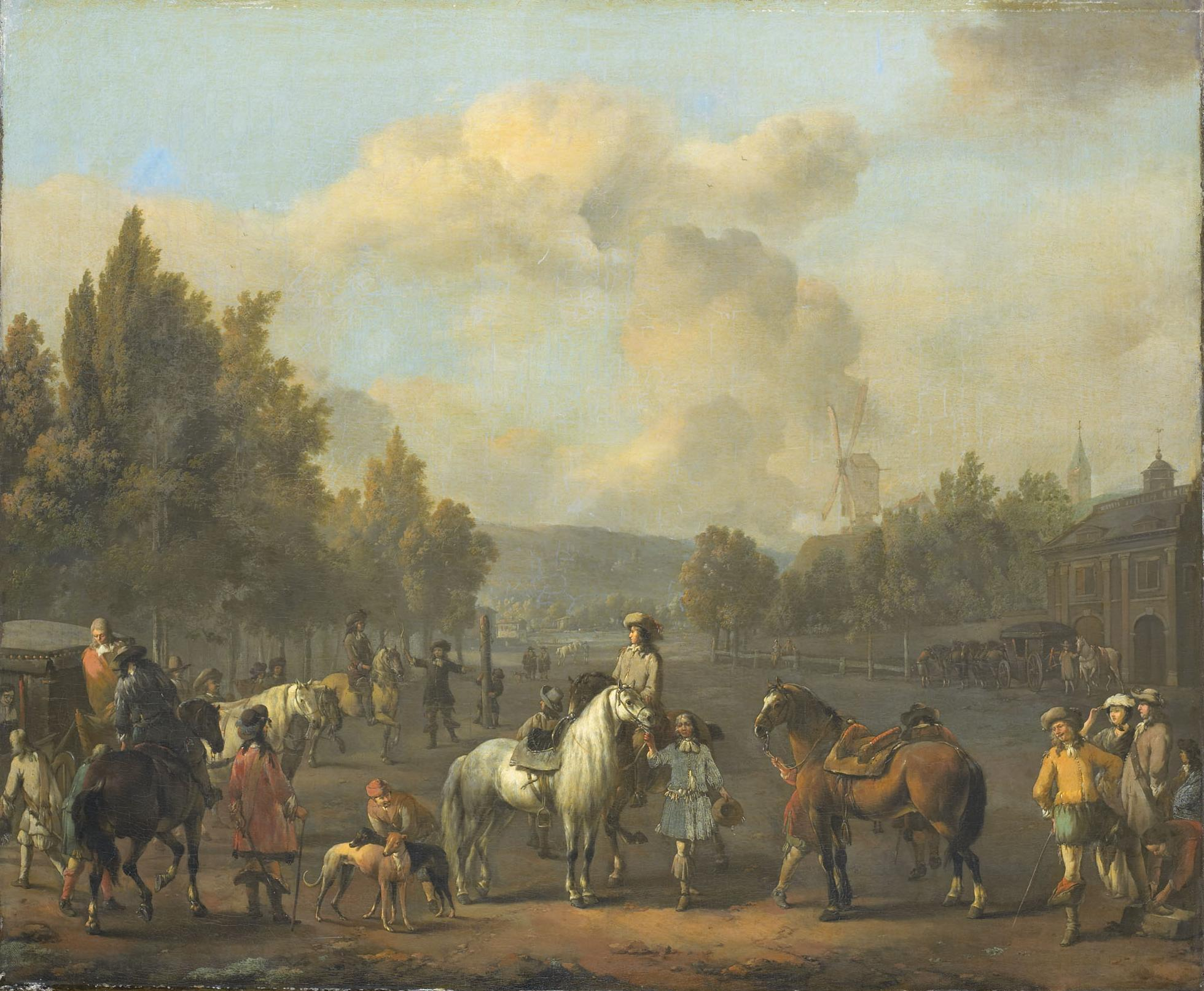
L'école de cavalerie par Johannes Lingelbach, entre 1637 et 1674, conservé au Rijksmuseum Amsterdam.
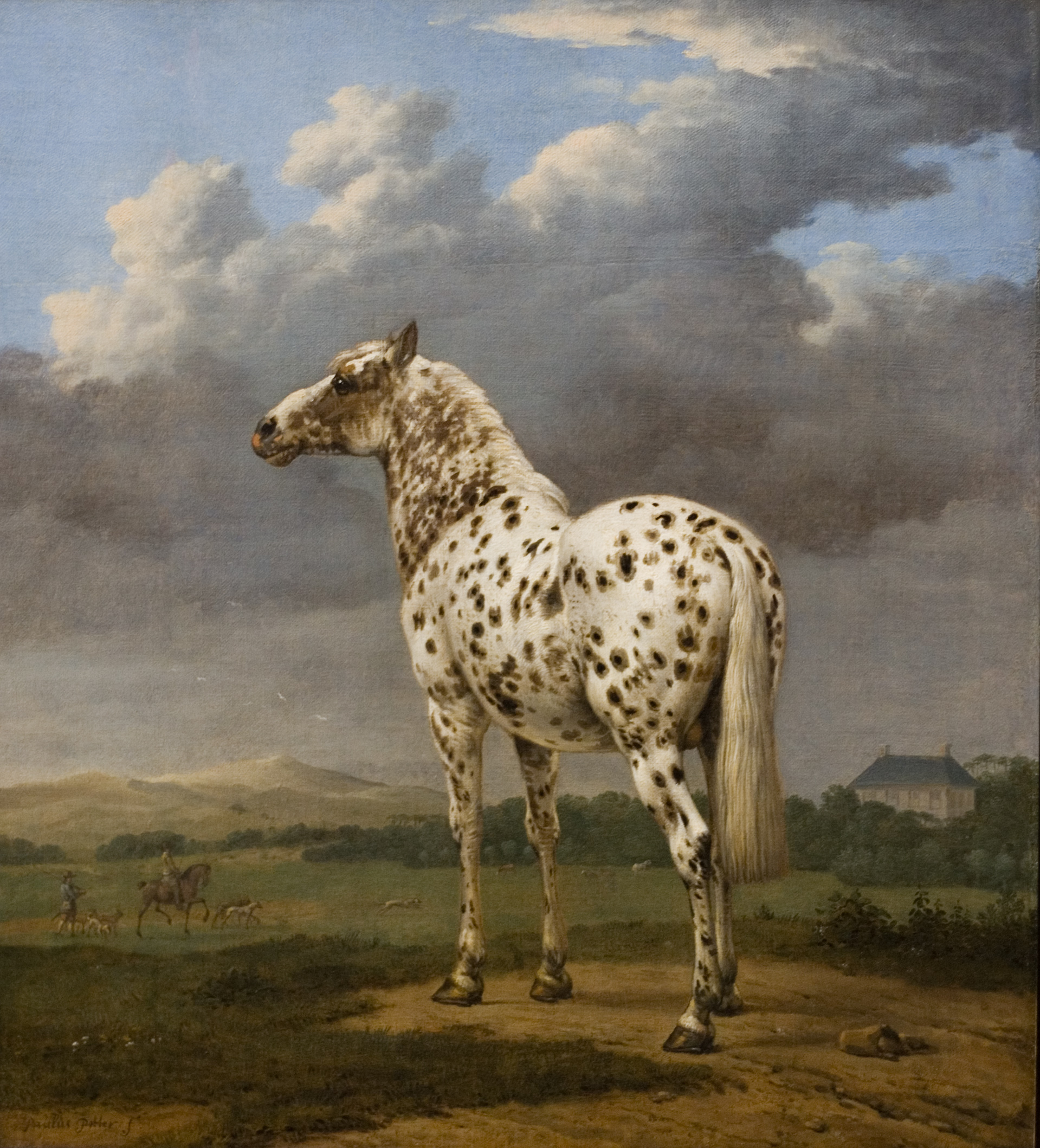
Le Cheval pie de Paulus Potter, vers 1650-1674.

### XIXe
Dès la fin du XVIIIe siècle, les artistes commencent à traiter le cheval à égalité avec le cavalier, voire à en faire le sujet principal de leur œuvre, comme le font Théodore Géricault et Eugène Delacroix. Le XIXe siècle voit l'apogée de l'art animalier, la période coïncidant avec l’intérêt mondain pour la chasse, l'élevage et les courses hippiques, favorisant la peinture et la sculpture sur pierre ou sur bronze, dont les procédés sont modernisés. Dès les années 1830, Antoine Louis Barye rend à l'animal ses lettres de noblesse. En les travaillant autant que les humains, il favorise les représentations de chevaux sans les hommes et remet l'animal au premier plan, tel que l'immortalisent Rosa Bonheur et d'autres peintres moins connus, spécialistes des scènes de chasse, de scènes pastorales ou de portraits d'animaux.
Les débuts du romantisme voient aussi naître une vague d'engouement pour le cheval arabe et le Pur-sang.

Avant les travaux photographiques d'Eadweard Muybridge, auteur d'une célèbre série de clichés qui, mis bout à bout, permettent de voir les mouvements du cheval tels que le trot, le galop et le saut, des générations d'artistes ont dépeint le galop du cheval sous la forme d'un cheval à bascule, avec les deux membres antérieurs étendus vers l'avant, et les deux membres postérieurs allongés vers l'arrière.
Manet s'intéresse à ces photos. Il les copie et les utilise à titre de référence dans ses travaux ultérieurs. Frederic Remington est l'un des premiers artistes américains à rendre parfaitement le mouvement du cheval (avec Thomas Eakins), inspiré par ces fameuses photographies.

Saut d'un cavalier par Eadweard Muybridge, 1887.
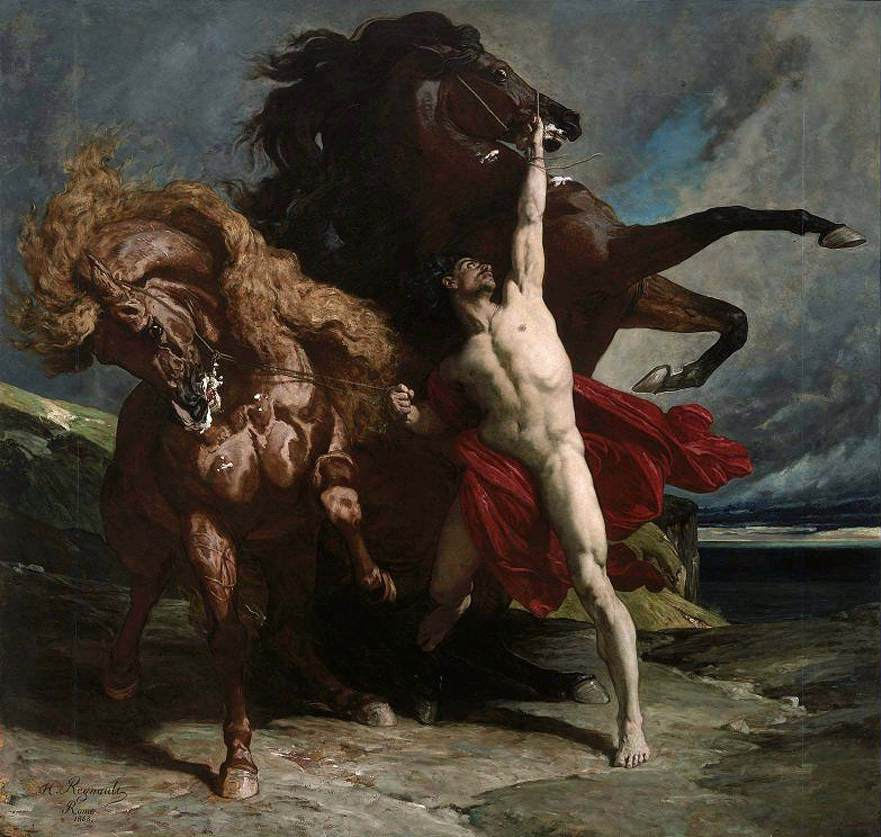
Automédon ramenant les coursiers d'Achille des bords du Scamandre Henri Regnault, 1868, musée d'Orsay.
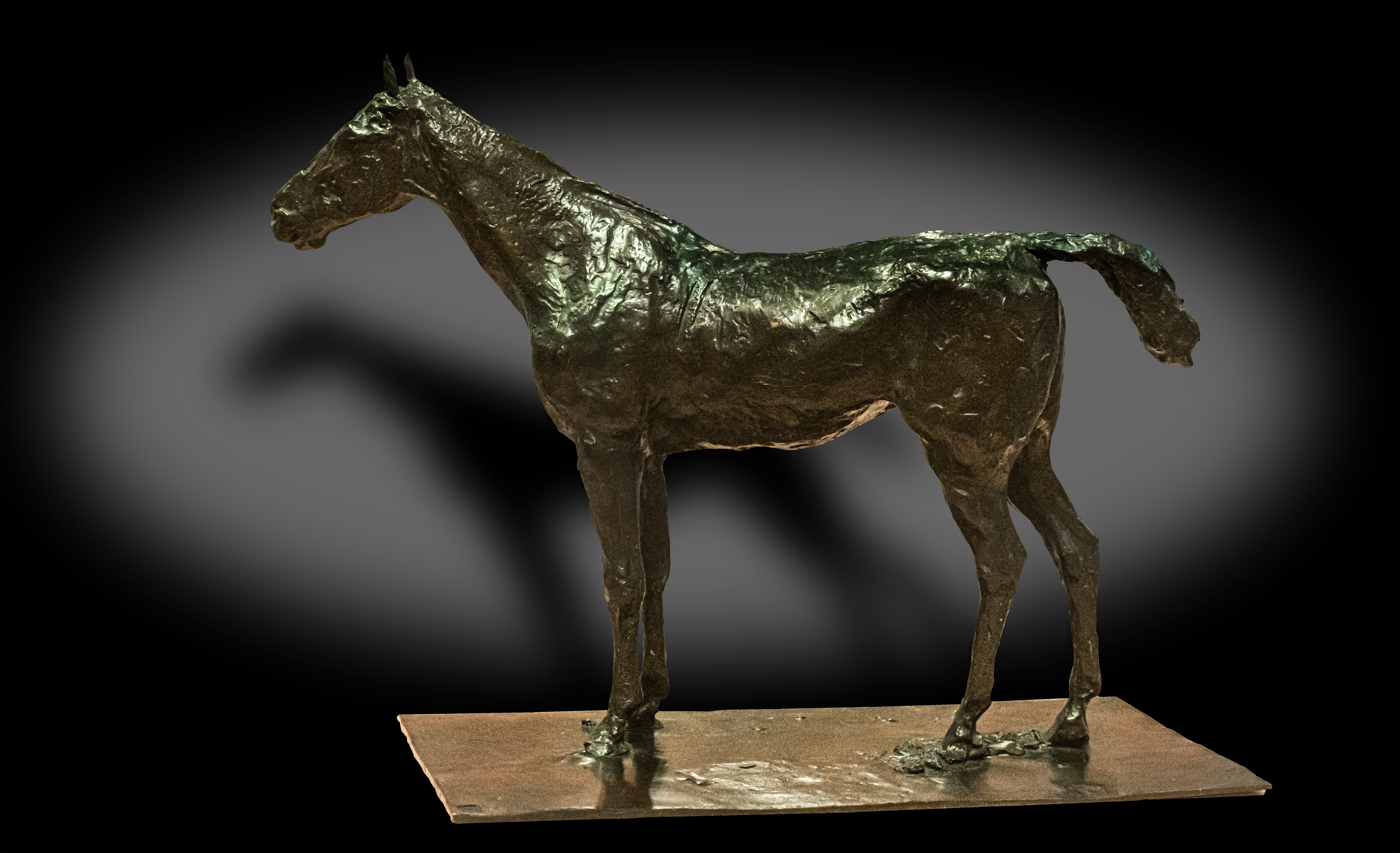
Cheval à l'arrêt - Edgar Degas, musée d'Orsay.

### XXeetXXIe
L’avènement de la photographie et le travail de Muybridge permettent des représentations beaucoup plus réalistes du mouvement de l'animal, mais ne conduisent pas nécessairement à une impression de mouvement dans les œuvres d'art. En 1921, Luard compare l'action d'un animal durant la course au rythme d'un air de musique, et le moment figé par une photographie à un accord indépendant ayant peu de sens sans un contexte.
- Gauguin, Le Cheval blanc
- Franz Marc, Le Cheval bleu
- Maurizio Cattelan a réalisé deux œuvres mettant en scène un cheval empaillé.

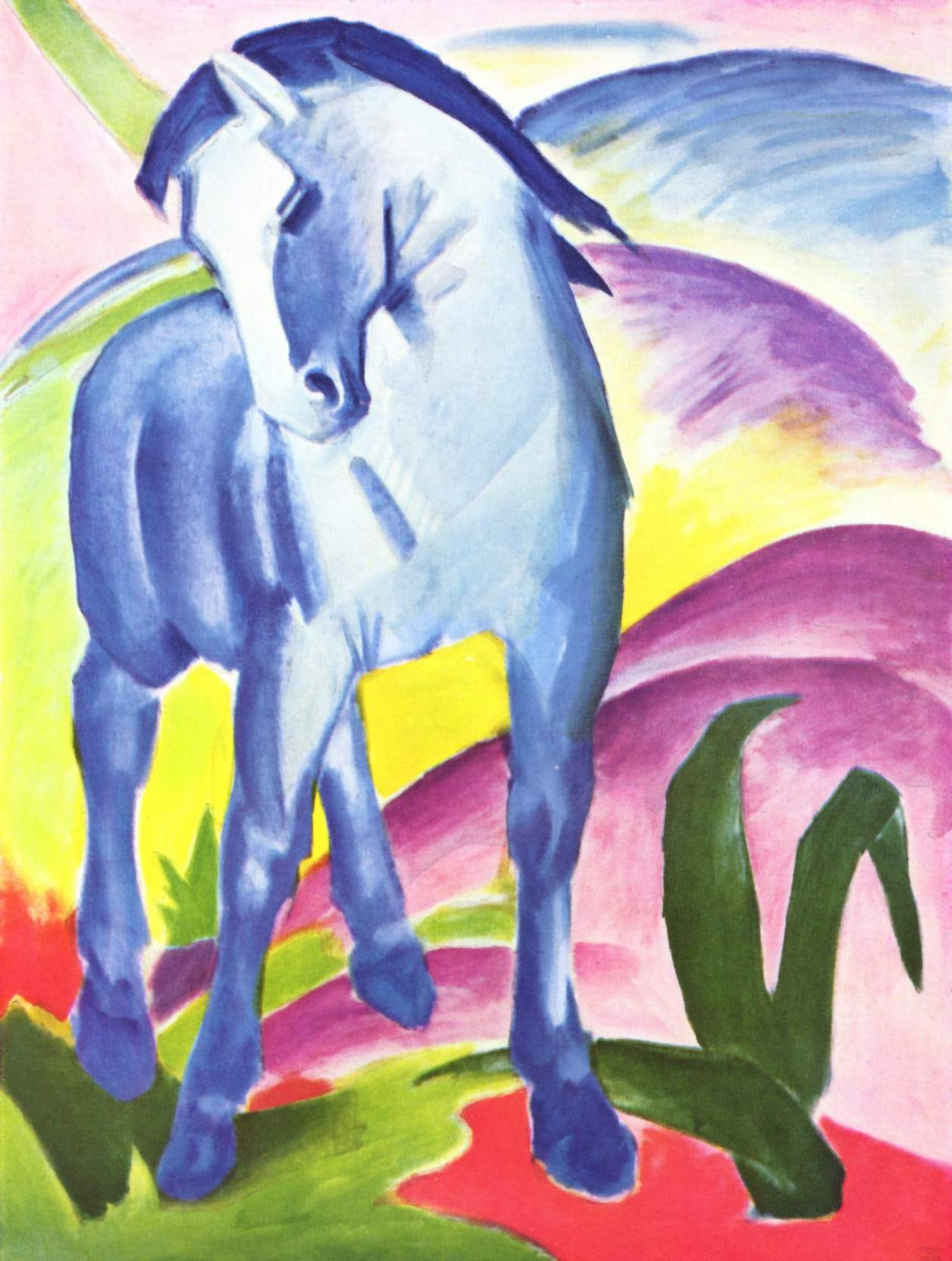
Franz Marc, Le cheval bleu, 1911.
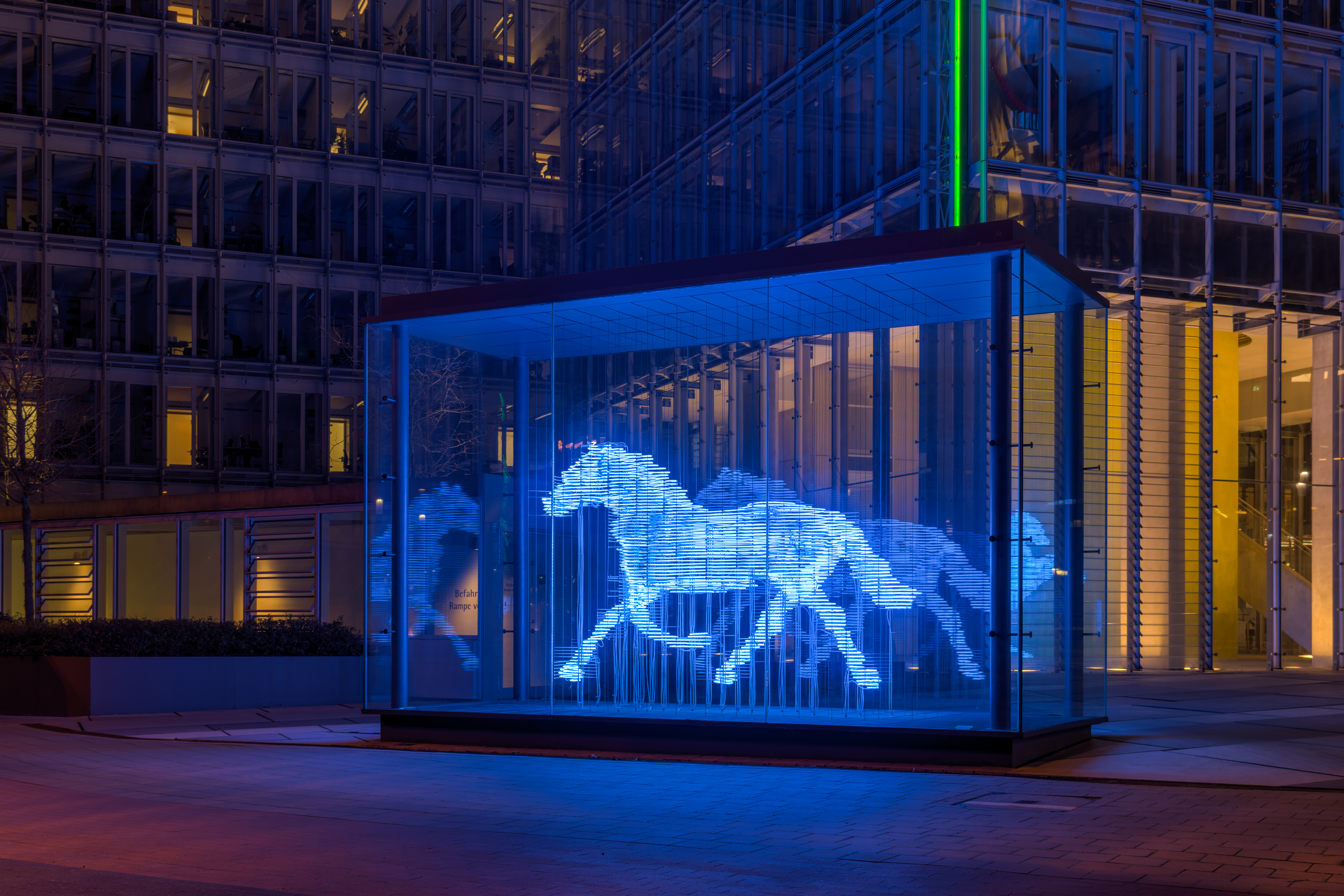
Zwei Pferde für Münster, Stephan Huber, 2002.
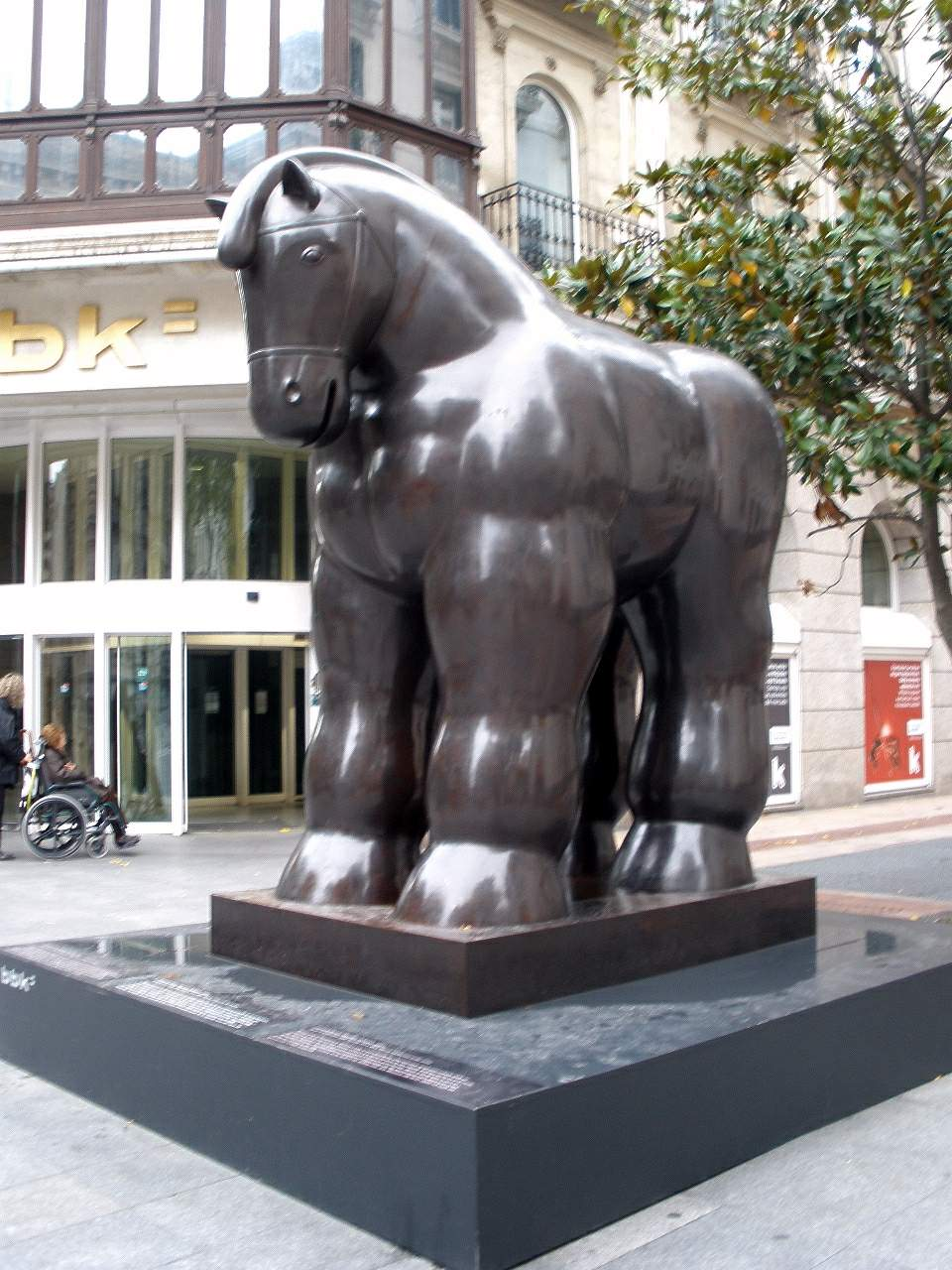
Fernando Botero, Cheval avec bride, 2009.
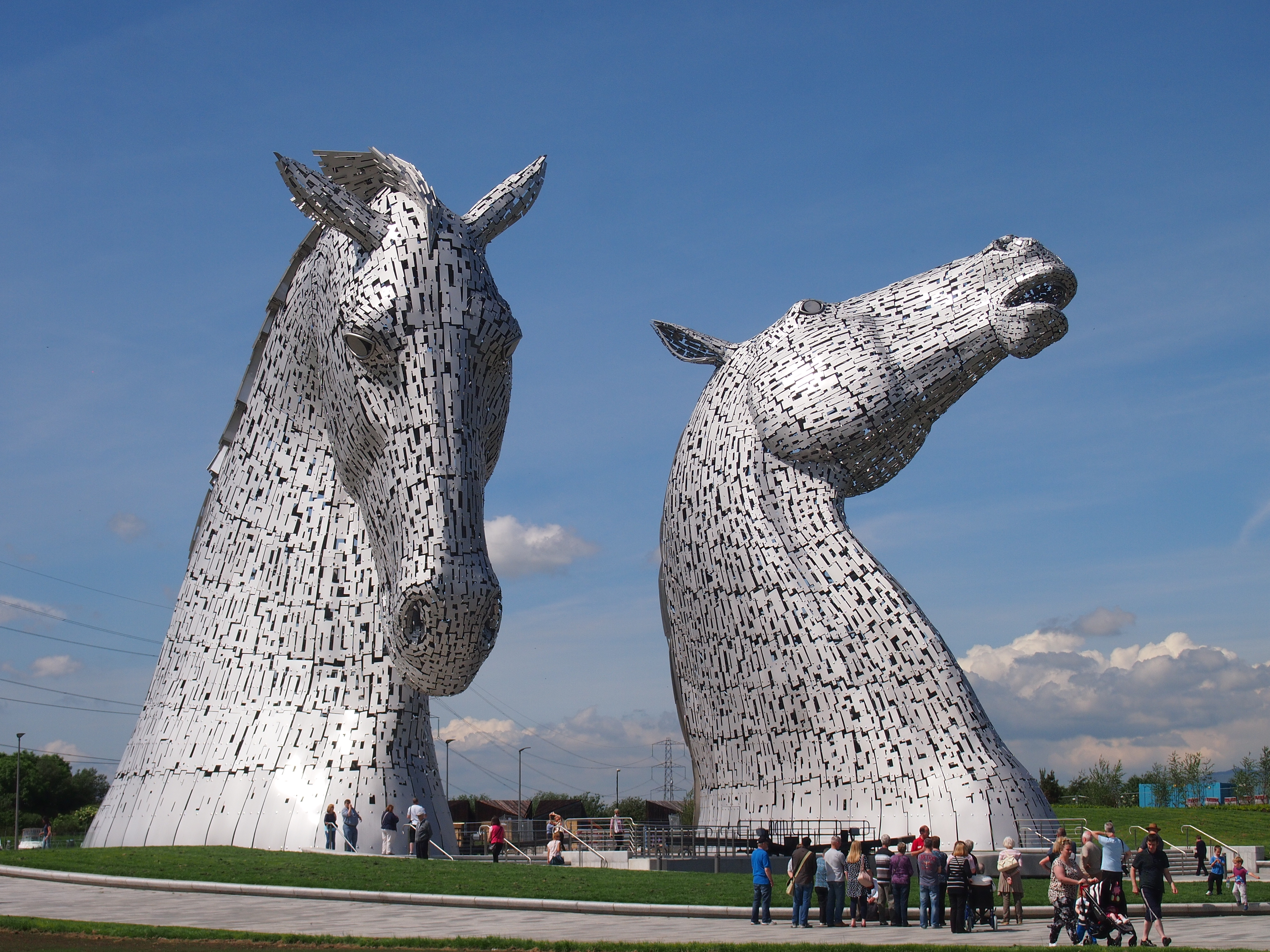
Andry Scott, The Kelpies, 2013.

## Artistes équins célèbres

### Avant leXIXesiècle

#### George Stubbs
L'anglais George Stubbs (1724-1806) est le plus connu des peintres de chevaux, ses contemporains le qualifient de « plus grand peintre animalier de l'histoire » et Jean-Louis Gouraud n'hésite pas à dire qu'il « surpasse tous les autres ». S'il n'est pas le premier à choisir le cheval pour modèle et pour thème principal de son œuvre, l'exactitude de ses représentations reste inégalée grâce à ses études minutieuses et ses observations. Il devient portraitiste, peignant sur commande des vainqueurs de grands prix ou des étalons célèbres au fil des années. Stubbs peint le cheval dans de multiples situations et redore le blason de la « peinture sportive » et animalière, jusqu'alors considérée avec mépris par les Anglais. Il devient une source d'inspiration pour de grands artistes postérieurs, tels Géricault. Son plus célèbre tableau, Whistlejacket, est acquis par la National Gallery de Londres en 1997.

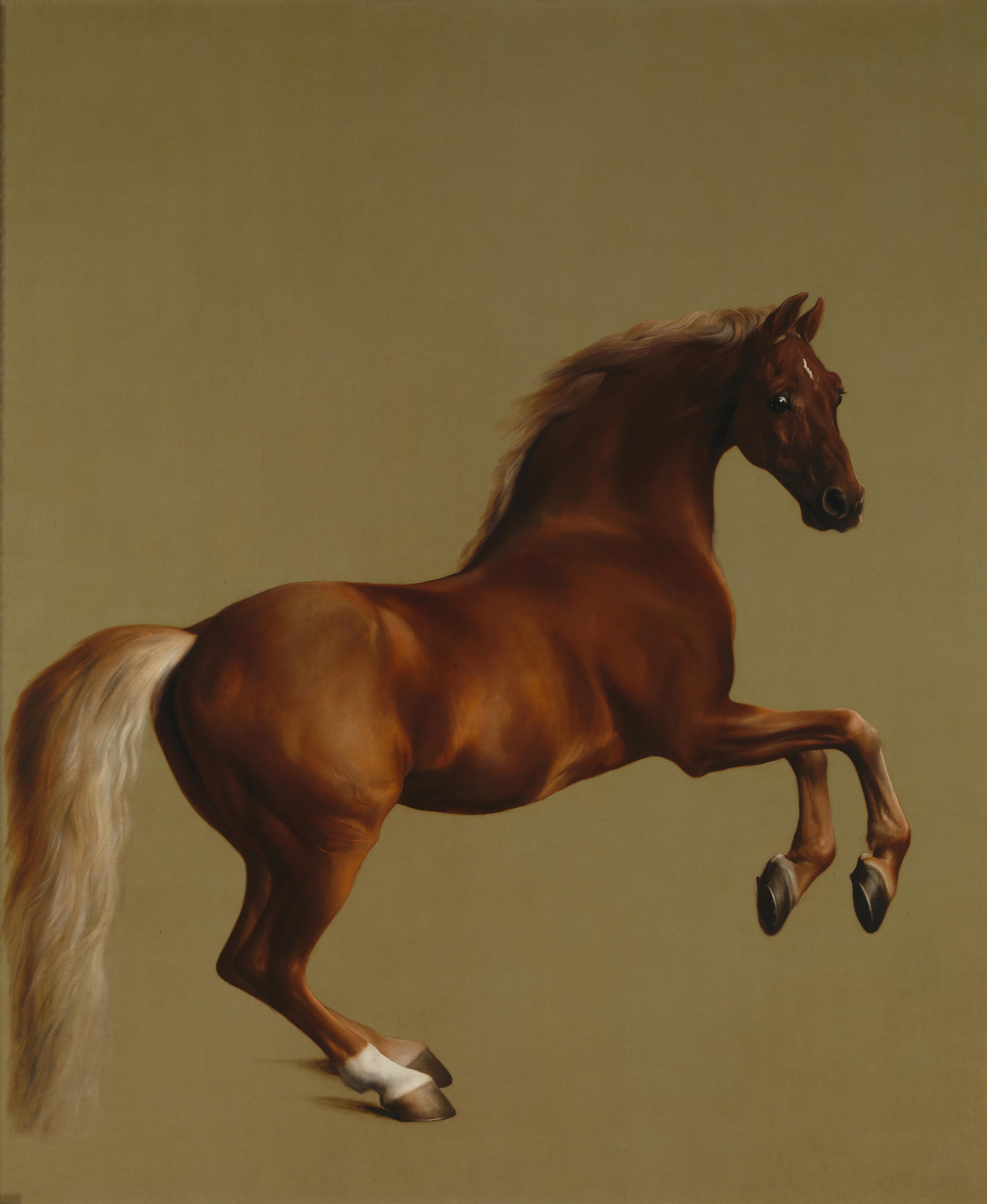
Whistlejacket, 1762, National Gallery, Londres.
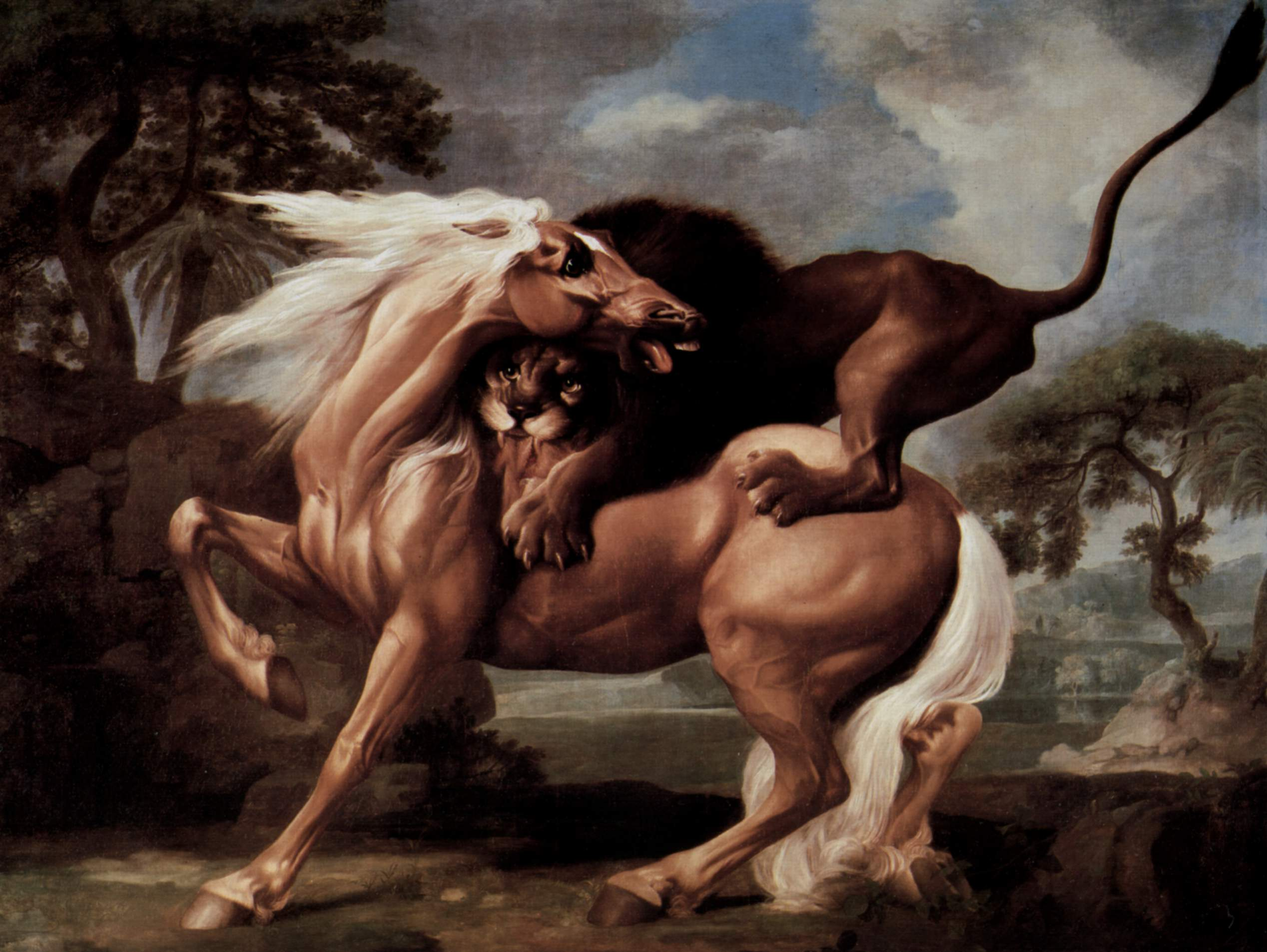
Cheval attaqué par un lion, 1762, Yale Center for British Art.
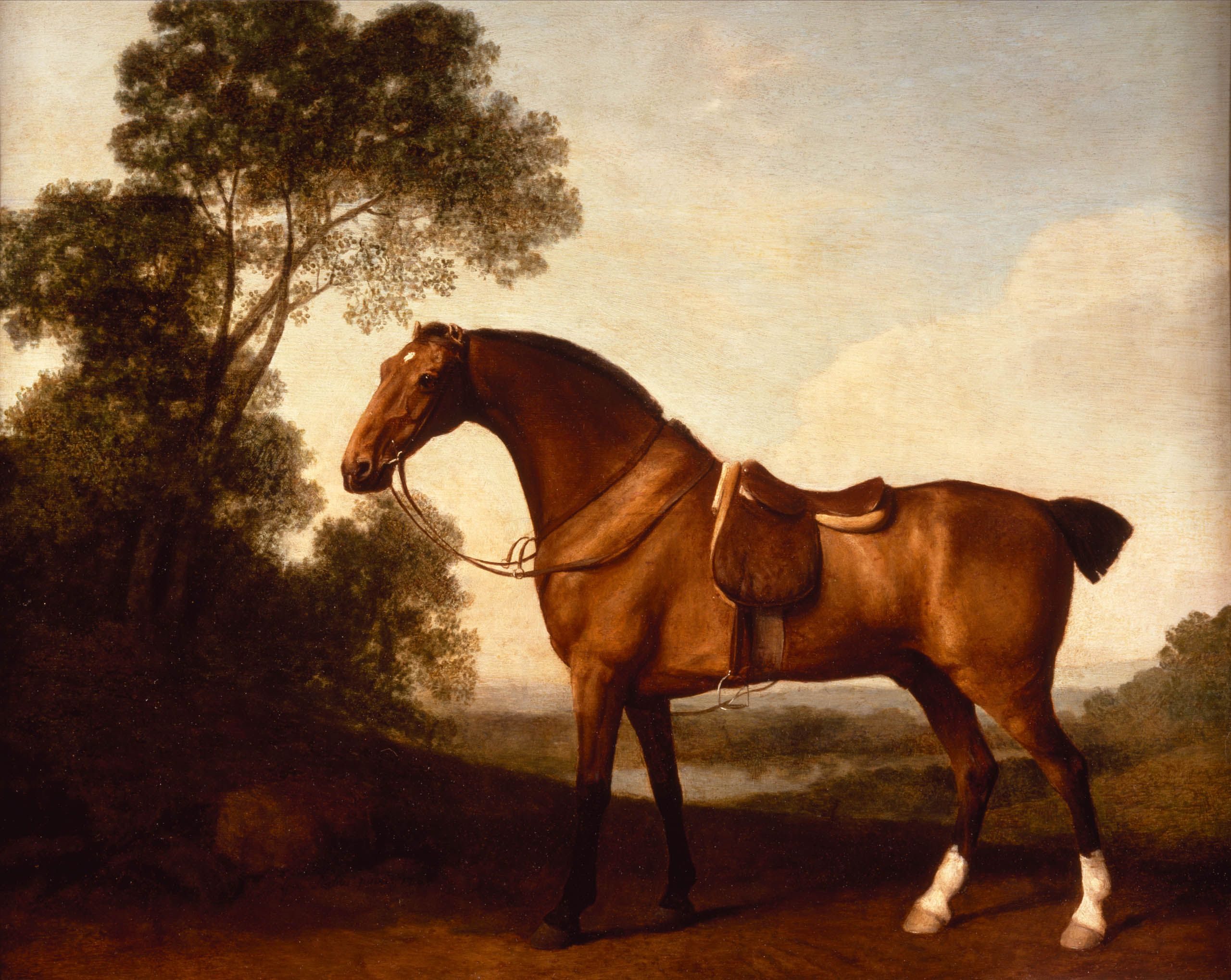
Cheval de chasse bai sellé, 1786.

### XIXesiècle

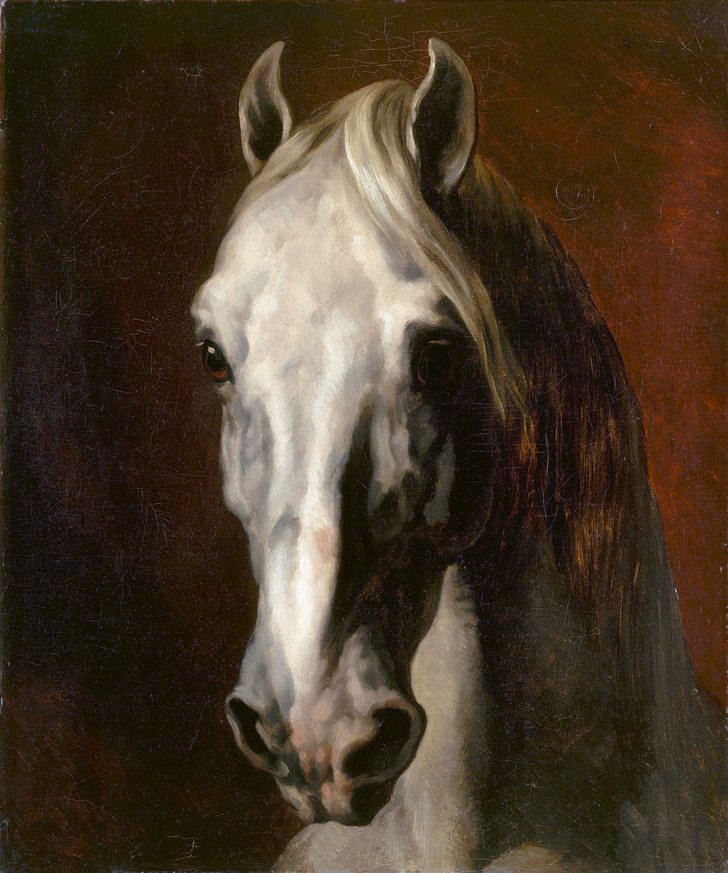
Tête de cheval blanc par Théodore Géricault, 1815.

Carle Vernet (1758-1836) a une grande connaissance du cheval : peintre de genre, dessinateur et lithographe, il se spécialise tout comme Antoine-Jean Gros dans la peinture militaire, réalisant aussi des scènes de chasse et de petits métiers. Il étudie le mouvement du cheval, les allures procédant par poser et lever, et détache les pieds des chevaux qu'il représente du sol, faisant fortement progresser la peinture équestre. Il montre des chevaux au trot procédant par foulées diagonales et en l'air ; des chevaux au galop, les sabots détachés du sol, et des chevaux franchissant. La voie qu'il ouvre inspire son fils Horace Vernet. Antoine-Jean Gros (1771-1835) est l'un des premiers peintres français à décrire le cheval arabe.
Les chevaux sont très présents dans l’œuvre de Théodore Géricault (1791-1824), qui réalise des peintures militaire et des chevaux nus. Il peint aussi bien les arabes de Napoléon Ier et des chevaux de traction de wagons de charbon. Après un séjour en Angleterre, il réalise des lithographies de différentes races équines en étudiant leur anatomie. Il donne une importance capitale à la couleur et entraîne sa peinture dans la fougue romantique. Il utilise les planches du traité d'anatomie du cheval de George Stubbs, et envisage d'en rédiger un lui-même. Grâce à sa maîtrise de l'anatomie et de la couleur, il réalise des toiles sur lesquelles il fixe le mouvement de l'animal et le chatoiement satiné de son pelage au soleil.
Alfred de Dreux (1810-1860), l'un des principaux peintres français du cheval, représente ses animaux avec des encolures de cygnes, des têtes trop petites et des cavaliers trop cambrés, ce qui fait que les grands musées et les critiques d'art boudent ses œuvres. Il réalise nombre d'études de l'animal, ainsi que des portraits équestres de Napoléon III et du général Fleury. Cavalier passionné par l'animal qui lui sert de modèle, il peint souvent le cheval en pleine nature à la manière des paysagistes. Eugène Delacroix (1798-1863) peint pour le grand public et connaît un succès retentissant.

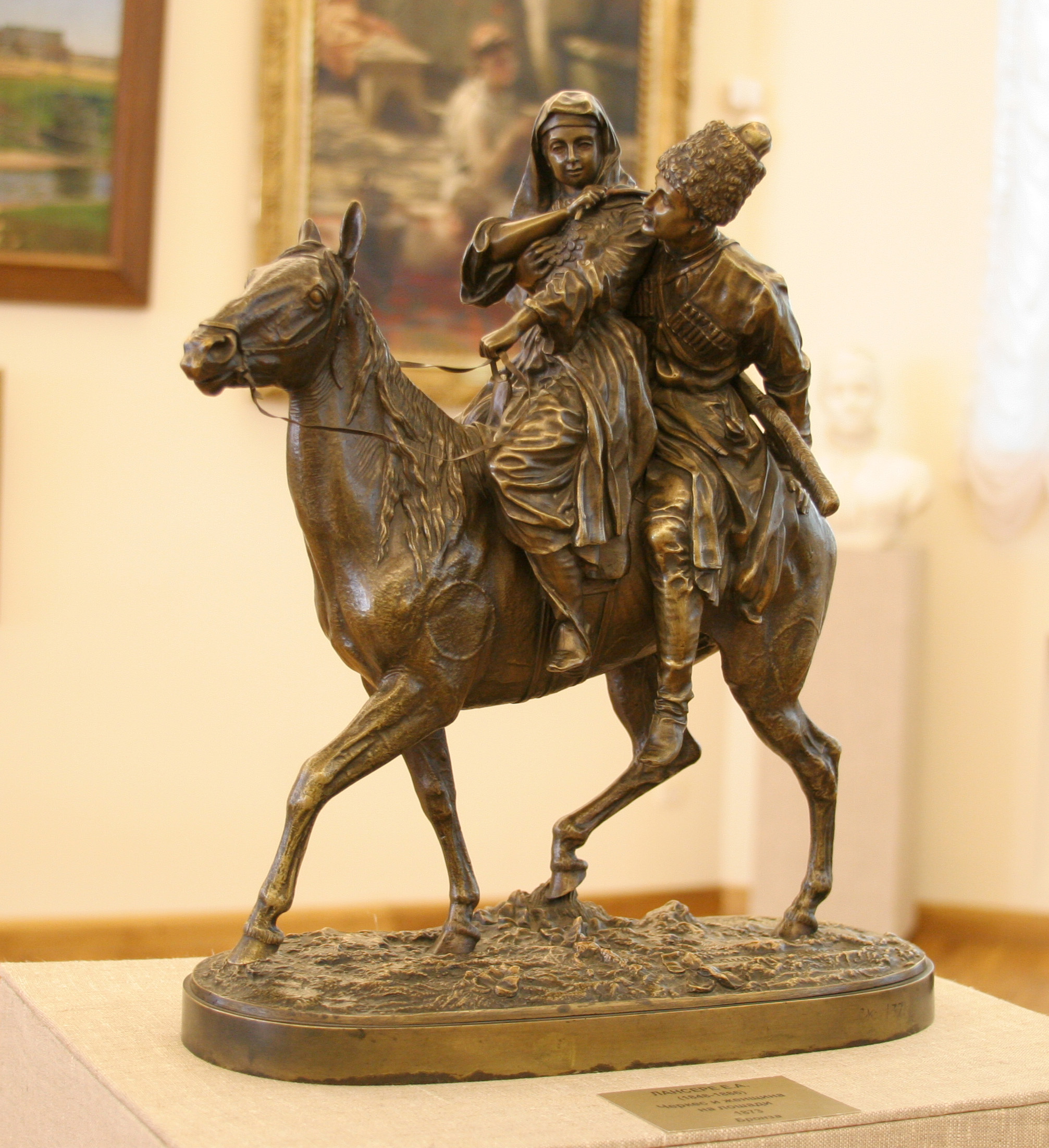
Tcherkesse et une femme à cheval par Evgueni Alexandrovitch Lanceray.

Le « sculpteur russe du cheval » Evgueni Alexandrovitch Lanceray (1848-1886), « l'un des meilleurs portraitistes de chevaux du monde » d'après Jean-Louis Gouraud, réalise 400 œuvres dont la moitié ont pour thème son animal favori, et inspire l'Américain Frederic Remington. Demeuré dans l'ombre mais passionné par son sujet, il possède une vingtaine d'animaux chez lui, à Neskoutchnoïe.

### XXeetXXIesiècles

#### Pablo Picasso
Pablo Picasso (1881-1973), volontiers associé au taureau et au minotaure, a pourtant laissé au cheval une place prépondérante dans son imaginaire. L'un de ses premiers tableaux, peint à huit ans, montre un homme à cheval. L'un de ses derniers, à 92 ans, montre un cheval ailé tenu par un enfant. En tout, une centaine de ses œuvres mettent l'animal en scène. Selon la spécialiste Dominique Dupuis-Labbé, « Picasso présente des images de l'animal qui combine la symbolique mâle et femelle, le solaire et les ténèbres, le jeu et le drame, le désir et la sagesse ». Il témoigne d'un profond amour pour les chevaux, dans lesquels il voit un double de la femme. Le grand nombre de représentations de corridas qu'il a réalisées témoignent sans doute aussi d'un traumatisme enfantin face à la mort de chevaux éventrés. Le musée Picasso de Malaga a organisé une exposition présentant soixante œuvres de Picasso dédiées au cheval, en 2010.

## Genres
Le cheval est longtemps considéré comme un sujet mineur dans l'art, et les artistes ont peu de chances d'attirer l'attention d'académies ou de musées en le choisissant. Pour trouver la bonne attitude du cheval et du cavalier, notamment en peinture, il est souvent nécessaire d'être cavalier soi-même. Or, la plupart des peintres n'ont aucune pratique équestre.
Les représentations de chevaux ont surtout pour but de rehausser le pouvoir de ceux qui les montent. Cette fonction est bien visible dans l'abondant statuaire équestre, depuis la statue équestre de Marc Aurèle à celle de Pierre le Grand, où le cheval met en valeur un guerrier ou un homme de pouvoir, et tout particulièrement dans le quadrige de Saint-Marc,.
Les rois occidentaux commandent souvent leur propre statue ou portrait équestre : le dos du cheval fait office de trône et rehausse leurs qualités de bonté, de majesté et de puissance souveraine. La représentation de cheval avec un membre antérieur levé est celle de l'autorité royale prête à s'abattre sur les opposants. Le cheval blanc est le plus prisé dans ce rôle, celui d'Henri IV de France n'y étant sans doute pas étranger : il « attire le regard et focalise l'attention ». De plus, la symbolique de la robe blanche est plus chargée que chez les chevaux d'autres couleurs. Durant les troubles politiques, la destruction des représentations de rois à cheval a valeur de contestation.

### La statue équestre

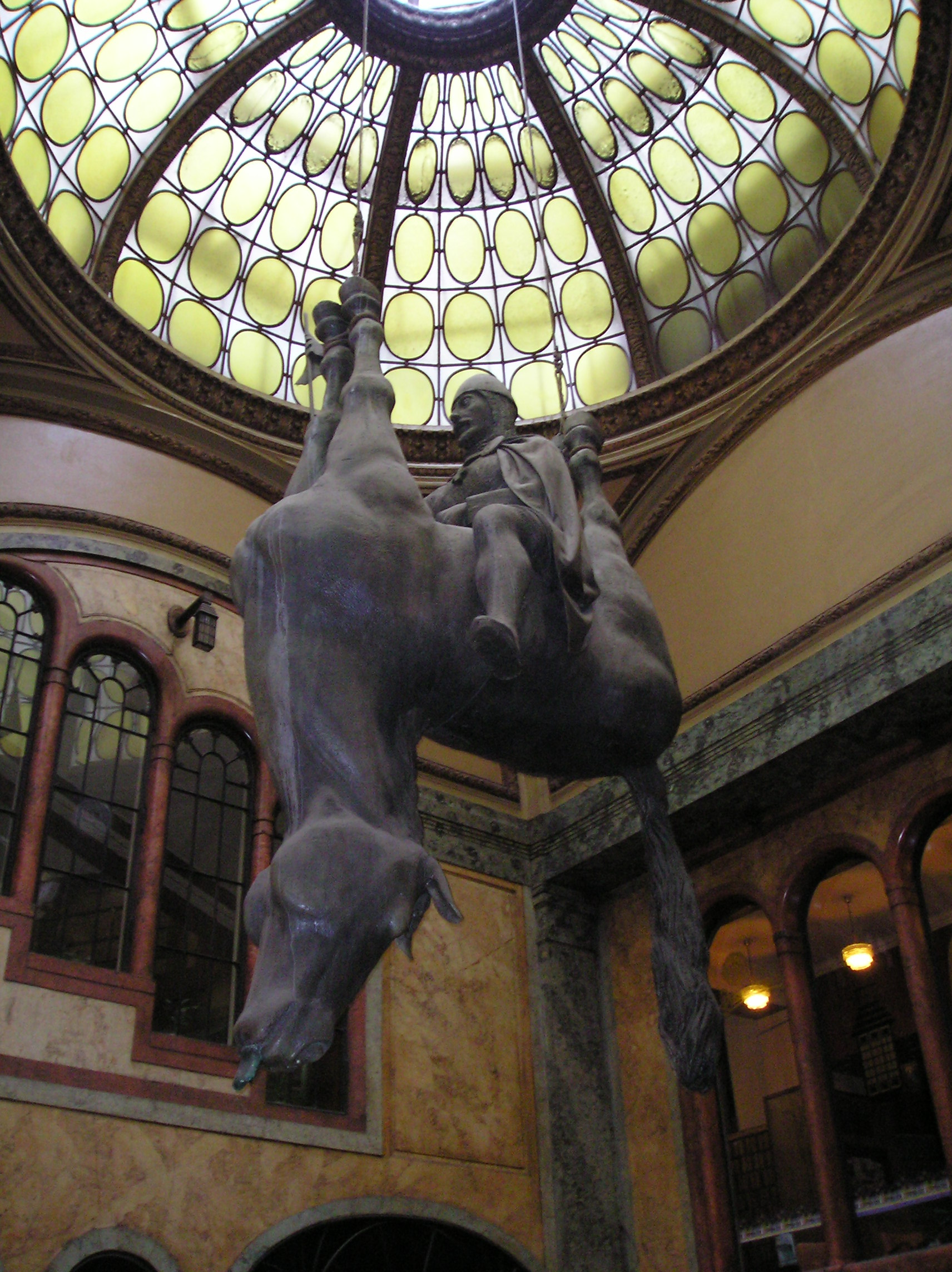
Lucerna passage, à Prague.

La statue équestre représente un personnage important monté sur un cheval. La technologie de l'armement médiéval lui est très largement consacrée, elle est symbolique de la féodalité et de l'aristocratie guerrière. Donatello, Verrocchio et Léonard de Vinci ont porté le statuaire équestre à la perfection. De nombreuses études préparatoires étant indispensables à la fabrication de ces statues équestres monumentales, les artistes se doivent d'être experts en anatomie et en science du mouvement équin. Léonard s'est particulièrement engagé dans ces recherches comme en témoignent les nombreux dessins qu'il a légué.

### Le portrait à cheval

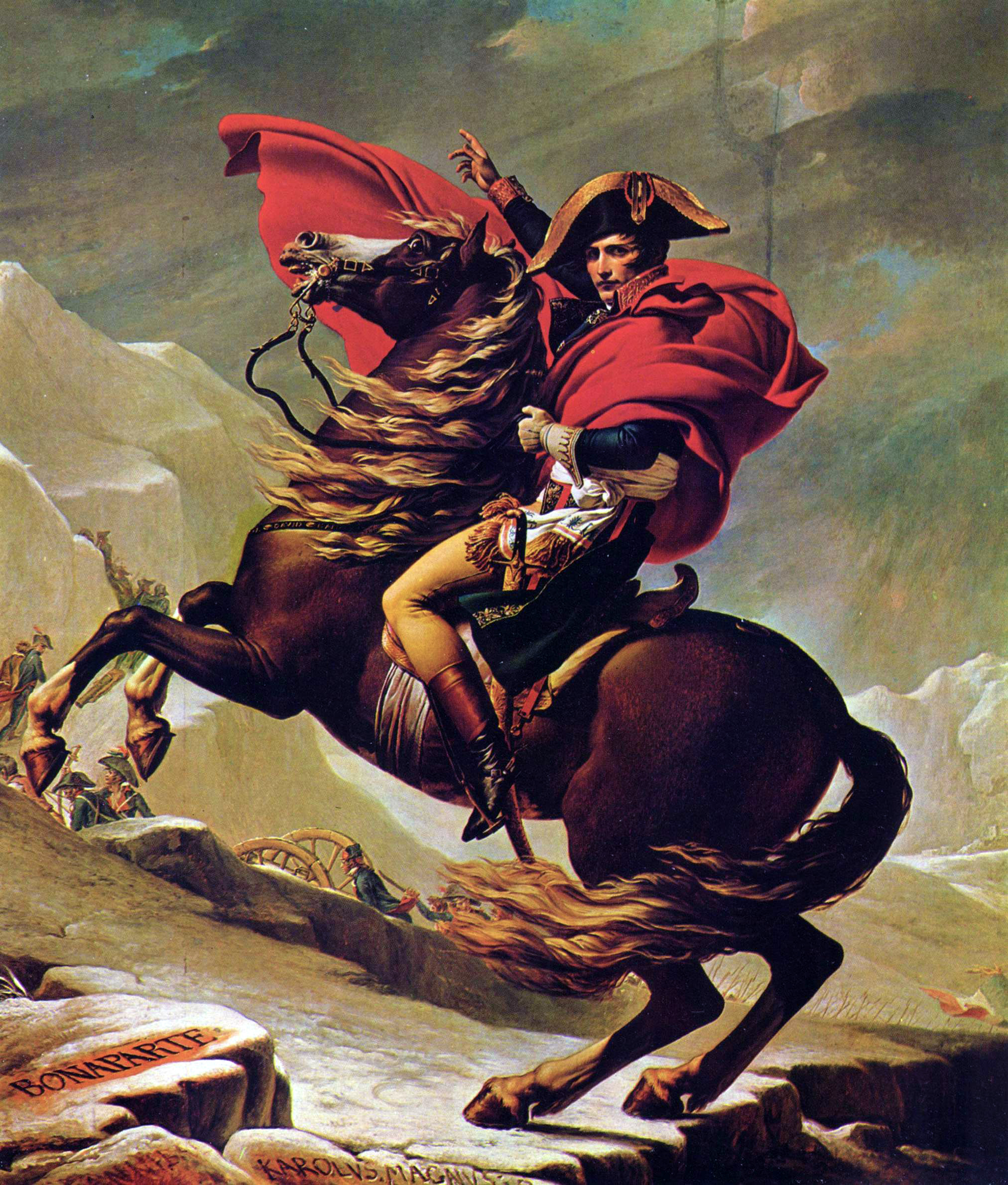
Bonaparte franchissant le Grand-Saint-Bernard par Jacques-Louis David, 1800. Ce portrait est l'archétype de la propagande politique.

À partir du milieu du XVe siècle, le portrait à cheval devient un genre pictural à part entière. De François Ier à Napoléon Bonaparte, même si la mode et le style évoluent au fil des temps, le message politique est le même.
Cette symbolique du pouvoir de l'homme et de sa monture ne s'arrête pas avec l'abolition de la monarchie : au XIXe siècle, quand la bourgeoisie montante s'oppose à la noblesse, c'est encore à cheval qu'elle aime voir son portrait dans les allées du Bois de Boulogne. Les cavaliers d'Alfred de Dreux ne chevauchent plus les ronds chevaux espagnols d'Antoine de Pluvinel ou de La Guérinière, mais des pur-sang anglais taillés pour la vitesse, ou des arabes.

### Le portrait de cheval

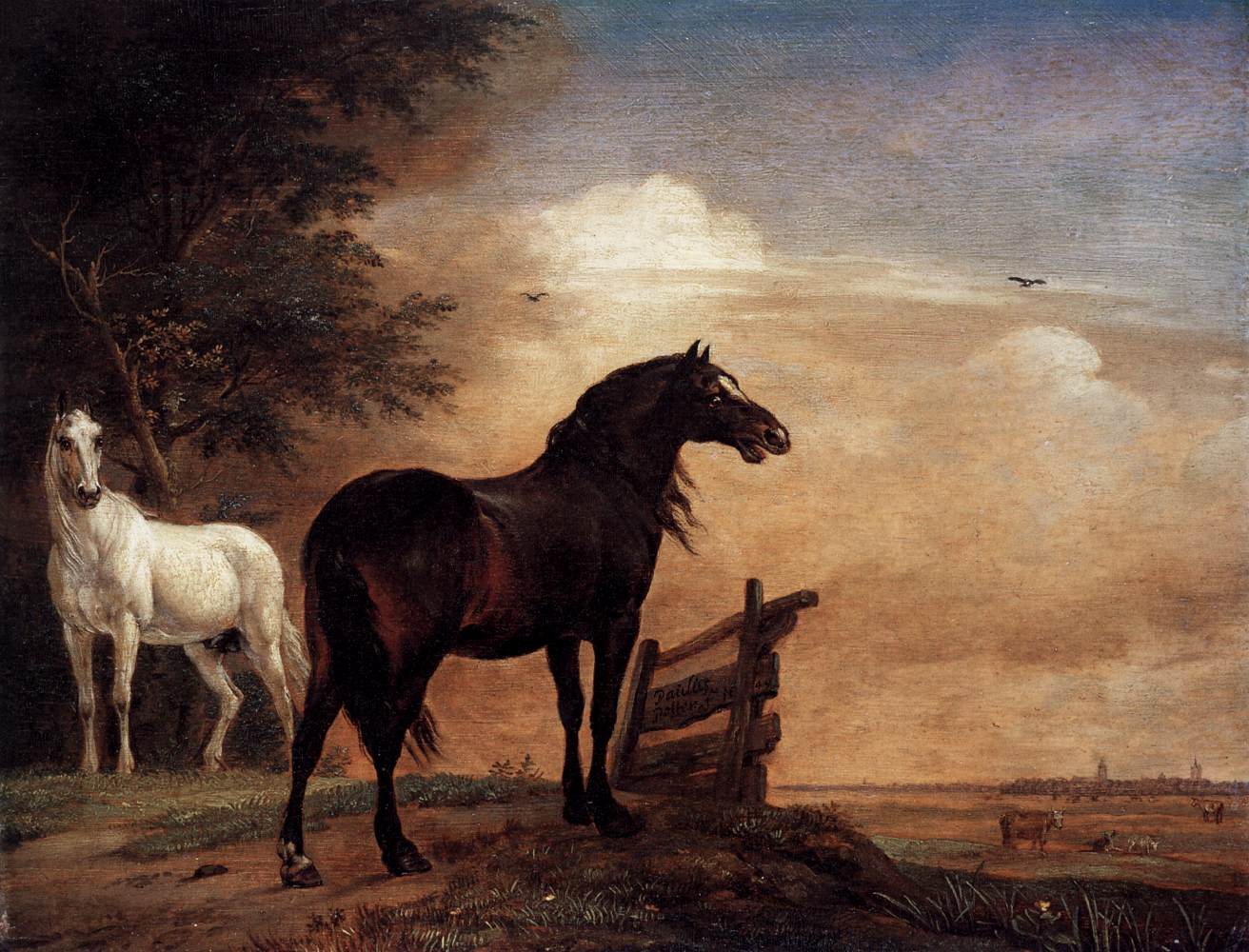
Chevaux dans un pré par Paulus Potter, 1649.

La peinture animalière est longtemps considérée comme un genre mineur. Le cheval est rarement peint pour lui-même car les artistes ont besoin de commandes pour vivre, et si les riches demandeurs aiment être représentés à cheval, ils font rarement réaliser des portraits de leurs montures seules. Rares sont les peintres qui se consacrent entièrement au cheval nu.
Au XVIIe siècle, Paulus Potter réalise un tableau où un petit cheval à la robe tachetée jette un regard vif à celui qui l'observe. Un siècle plus tard, l'anglais George Stubbs, dédie sa vie au cheval et à sa peinture. Contrairement à la plupart des artistes de son temps, il n'a qu'une médiocre formation artistique, mais il possède un goût prononcé pour la science : en 1776, il publie une Anatomie du cheval.
Au XIXe siècle, les maîtres de la peinture romantique Géricault et Delacroix sont plus estimés pour leurs tableaux historiques que pour les multiples hommages qu'ils rendent au cheval.

## Thèmes

### Le monde militaire
L'art militaire représente souvent le cheval dans la bataille, et fournit certains des premiers exemples du cheval dans l'art, avec des chars et des archers à cheval tous les apparaissant sur des artefacts antiques. Les chevaux de guerre des batailles médiévales avec leurs chevaliers ont été dépeints par Paolo Uccello et Albrecht Dürer. Le triptyque d'Uccello La Bataille de San Romano montre les différentes étapes d'une bataille. La gravure de Dürer Le Chevalier, la Mort et le Diable, en 1513, montre un sujet militaire combiné à un thème allégorique.
Alfred Munnings est nommé artiste de guerre pendant la Première Guerre mondiale, il peint la cavalerie canadienne en poste en France. Il considère que ses expériences avec les unités canadiennes figurent été parmi les événements les plus enrichissants de sa vie.
Elizabeth Thompson, connue comme Lady Butler, était célèbre pour son art militaire, en particulier Scotland Forever avec une charge dramatique des Royal Scots Greys. Au XXe siècle, le grand et complexe Guernica de Pablo Picasso met un cheval en scène comme personnage central dramatique.

### Le monde des courses

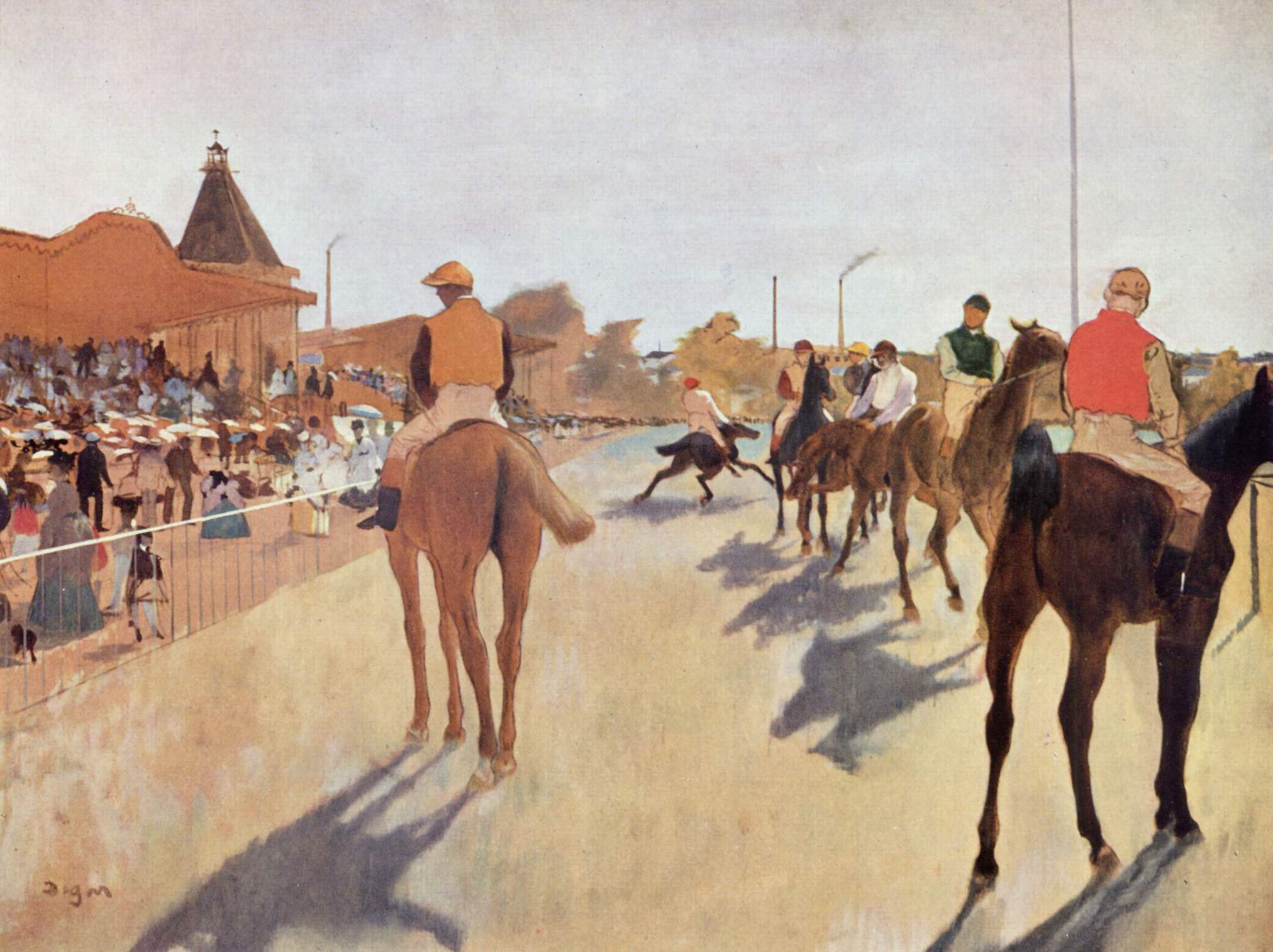
Jockeys devant la tribune par Edgar Degas.

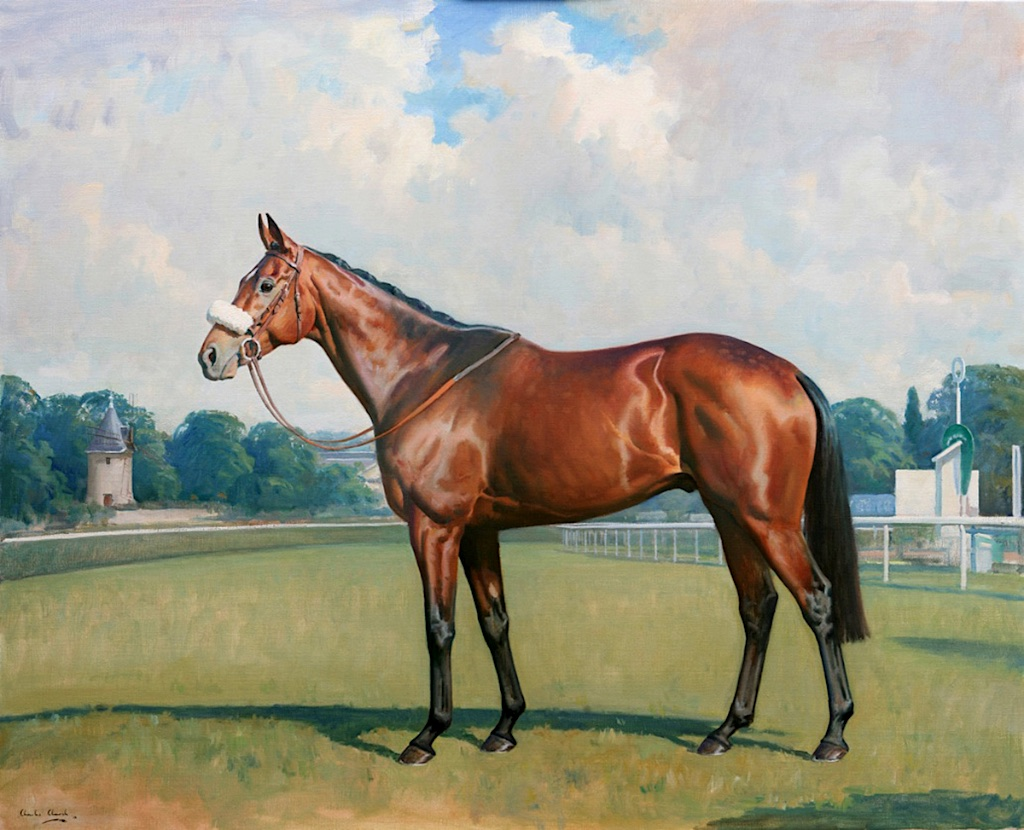
Dunaden, victorieux en 2011 de la Melbourne Cup par Charles Church.

Les premières peintures de courses hippiques apparaissent en Angleterre à l'époque des Tudor. Mais les Pur-sangs et le monde des courses deviennent une source d'inspiration pour les artistes romantiques et impressionnistes du XIXe siècle, cette époque coïncidant avec le développement des courses en France. Théodore Géricault peint le Derby d'Epsom en 1821, lors de son séjour en Angleterre. Manet, Degas et Toulouse-Lautrec sont tous fascinés par ce milieu. Manet montre l'excitation et l'action dans la course, Degas se concentre davantage sur les moments qui précèdent le départ. George Stubbs et Alfred Munnings ont tous deux réalisé un grand nombre d'œuvres sur le cheval de course.
Les artistes notables incluent Benjamin Marshall, James Ward, Henry Thomas Alken, James Pollard et John Frederick Herring.

### Arabomanie équestre

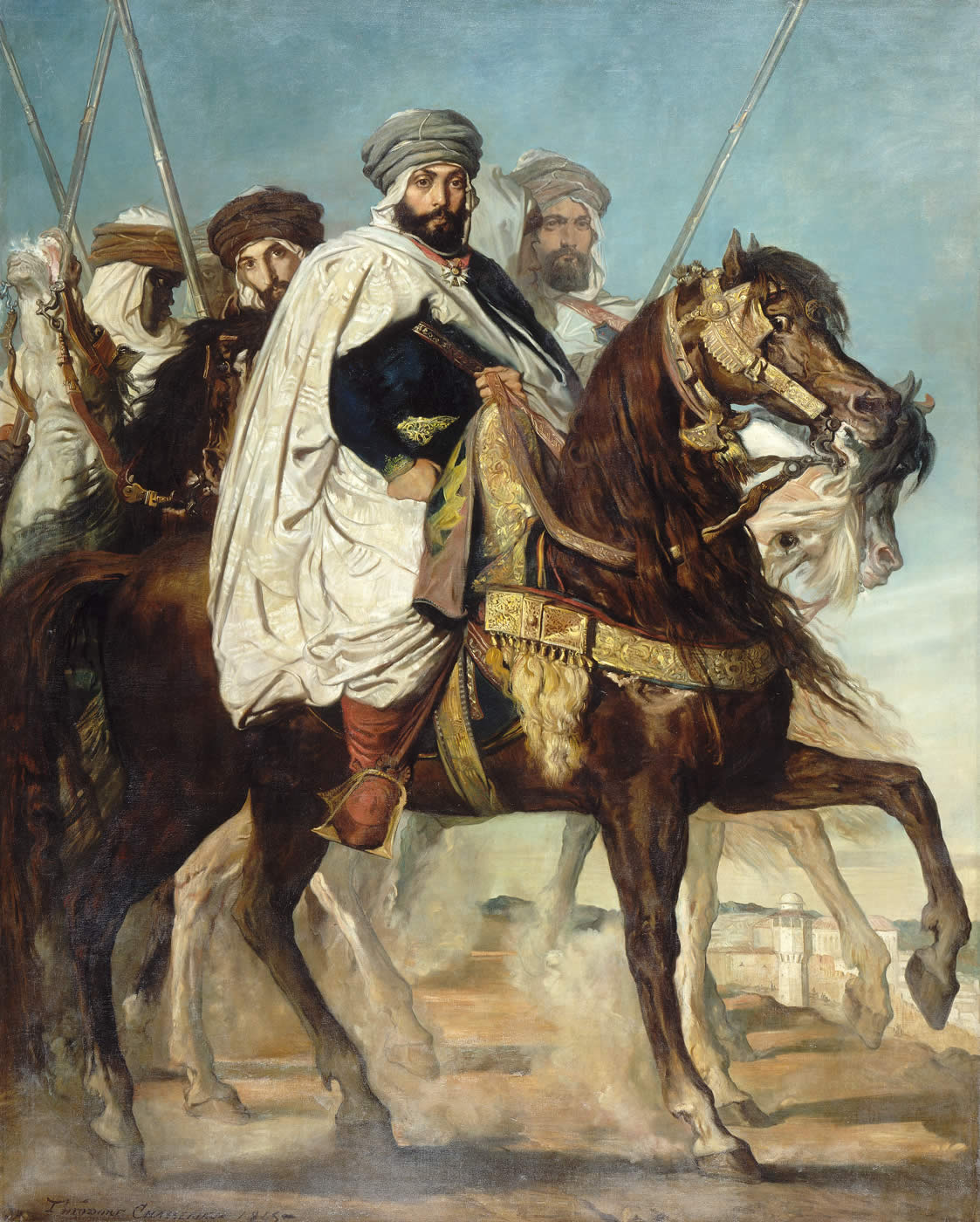
Le Khalife de Constantine Ali Ben Hamet, chef des Karachas, suivi de son escorte par Théodore Chassériau, 1845.

Paré de toutes les qualités, noble, vaillant, fougueux, endurant et rapide, mis en avant par Napoléon Ier qui n'aime que lui, le petit cheval arabe inspire une génération d'artistes tels qu'Eugène Delacroix, Théodore Chassériau et Eugène Fromentin, mais aussi, et surtout, Théodore Géricault.

### Les scènes de chasse
Les scènes de chasse commencent à se répandre dès la fin du Moyen Âge en France, et au XVIe siècle, elles permettent de soigner la représentation des chevaux. C'est en Angleterre qu'elles connaissent leur plus grande popularité.

### Les scènes rurales

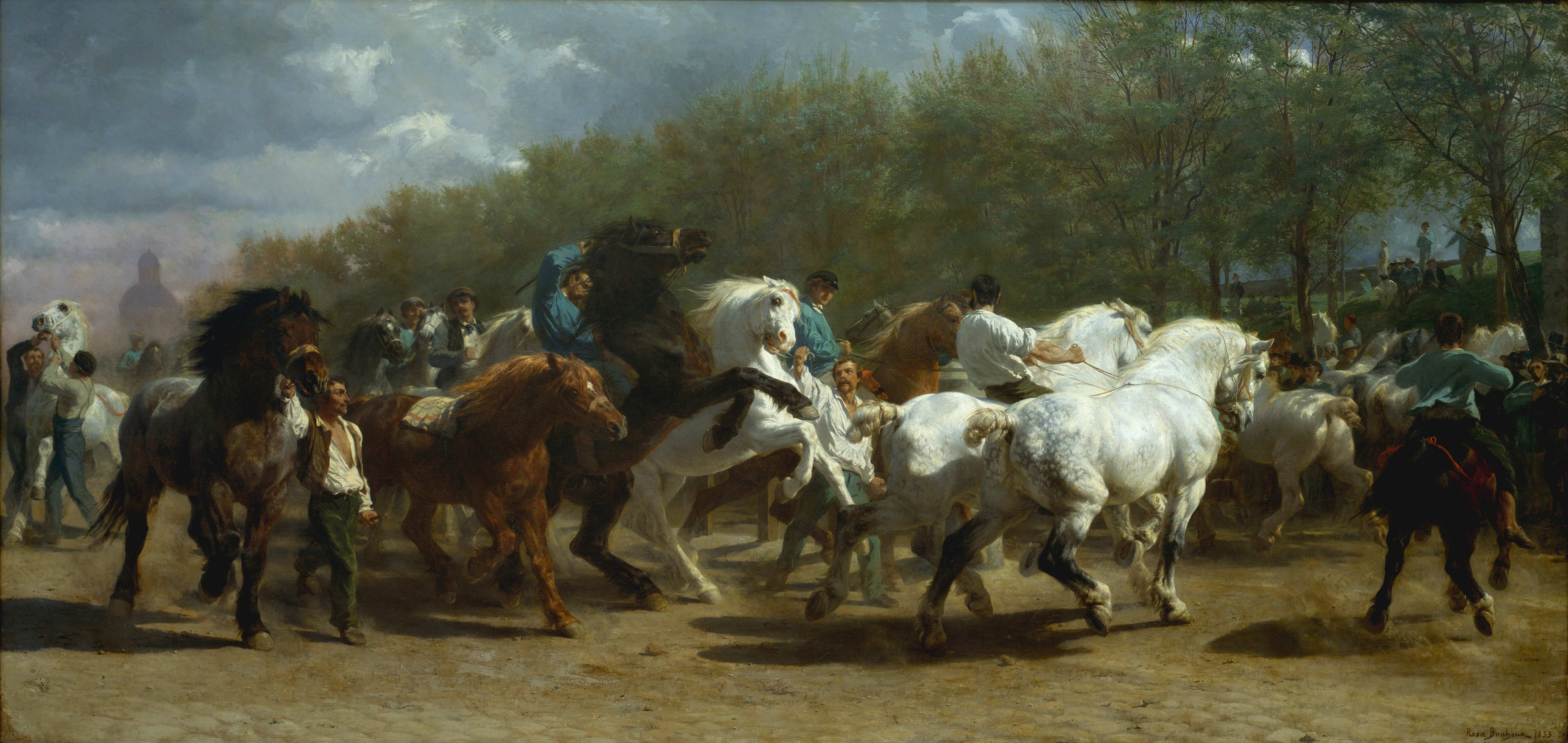
Foire aux chevaux par Rosa Bonheur, 1853, Metropolitan Museum of Art, New York.

Lucy Kemp-Welch et Rosa Bonheur sont connues pour leurs peintures de chevaux de travail et de scènes rurales.

### L'ouest américain

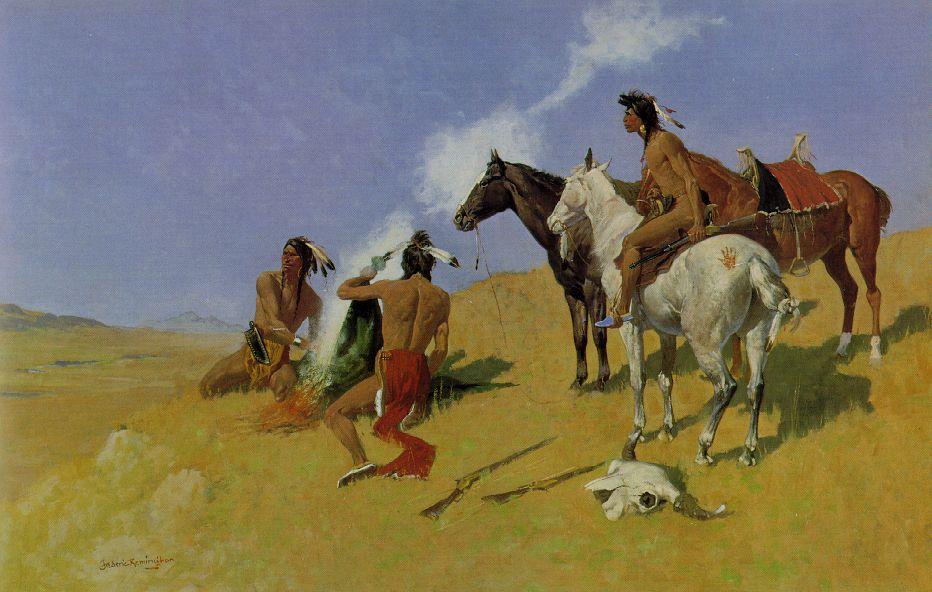
Signaux de fumée par Frederic Remington.

Les œuvres associées à la figure du cow-boy et aux amérindiens incluent naturellement de nombreux chevaux. Frederic Remington et Charles Marion Russell sont notamment connus pour leurs peintures équestres. Remington a réalisé des sculptures en bronze sur ce thème, dont sa première, Bronco Buster (conservée au Williams College Museum of Art), a connu un important succès critique et commercial.

## Liens
- Cheval arabe (Guillemin)

#### Sources en français
- [Baratay 2003] Eric Baratay, Et l'homme créa l'animal : histoire d'une condition, Odile Jacob, coll. « « Sciences humaines » », 2003, 376 p. (ISBN 978-2-7381-1247-7, lire en ligne)
- [Chaudun 2006] Nicolas Chaudun, La majesté des centaures : le portrait équestre dans la peinture occidentale, Actes Sud, 2006, 168 p. (ISBN 978-2-7427-6435-8)
- [Chesneau 1864] Ernest Chesneau, « Les chevaux de Géricault », dans La peinture française au XIXe siècle: Les chefs d'école: L. David, Gros, Gericault, Decamps, Meissonier, Ingres, H. Flandrin, E. Delacroix, Didier, 1864
- [Comte du Passage 1898] Comte du Passage, « Le cheval dans l'art », L'Œuvre d'art, Paris,‎ 1er avril 1898, p. 41-45 (lire en ligne)
- [De Blomac 2003] Nicole De Blomac, « Le cheval dans la représentation politique du pouvoir », dans L'animal en politique, Éditions L'Harmattan, coll. « Logiques politiques », 2003 (ISBN 9782747550420, lire en ligne), p. 117-131.
- [Digard 2002] Institut du monde arabe et Jean-Pierre Digard (dir.), Chevaux et cavaliers arabes dans les arts d'Orient et d'Occident, Éditions Gallimard et IMA, 27 novembre 2002, 304 p. (ISBN 2-07-011743-X).
- Marie-Christine Renauld Beaupère, Alfred de Dreux : le peintre du cheval, Caracole, 1988, 123 p. (ISBN 978-2-8289-0286-5)
- [Sevestre et Rosier 1983] Jacques Sevestre et Nicole Agathe Rosier, Le Cheval, Larousse, 1983 (ISBN 978-2-03-517118-4)
- [Wagner 2005] Marc-André Wagner, Le cheval dans les croyances germaniques : paganisme, christianisme et traditions, vol. 73 : Nouvelle bibliothèque du Moyen Âge, Champion, 2005, 974 p. (ISBN 978-2-7453-1216-7, présentation en ligne)
- Collectif, Le cheval dans l'art, Paris, Citadelles & Mazenod, 2 avril 2008, 400 p. (ISBN 978-2-85088-251-7)Le collectif d'auteurs comprend Nicolas Chaudun, Yves Christe, Henri-Paul Francfort, Jean-Louis Gouraud, Emmanuelle Héran, Jean-Louis Libourel, Camille Morineau, Christine Peltre, Daniel Roche, Denis Vialou, Annie Vernay-Nouri, Marc-André Wagner et Michel Woronoff.

### Sources en allemand
- (de) Lothar Schultes, Pferde in der Kunst, Weitra, Bibliothek der Provinz, 2017 (ISBN 978-3-99028-667-8)

#### Sources en anglais
- (en) John Fairley, Racing in Art, New York, Rizzoli International, 1990 (ISBN 0-8478-1234-0)
- (en) Oliver Beckett, Horses and Movement, Drawings and paintings by Lowes Dalbiac Luard, Londres, J. A. Allen, 1990 (ISBN 0-85131-445-7)
- (en) John Fairley, The art of the horse, Abbeville Press, 1995, 192 p. (ISBN 978-1-55859-786-0)
- (en) Barbara Oelke, Drawing and Painting Horses, The Art of the Equine Form, New York, Watson-Guptill Publications, 2000, 144 p. (ISBN 978-0-8230-1419-4)
- (en) Lorraine Harrison, Horse : From Noble Steeds to Beasts of Burden, Watson-Guptill, coll. « Fine Art Series », 2000, 368 p. (ISBN 978-0-8230-2334-9)
- (en) John Baskett, The horse in art, Yale University Press, 2006, 192 p. (ISBN 978-0-300-11740-0, lire en ligne)
- (en) Catherine Johns, Horses : history, myth, art, Harvard University Press, 2006, 192 p. (ISBN 978-0-674-02323-9, lire en ligne)